# おんな城主 直虎
『おんな城主 直虎』（おんなじょうしゅ なおとら）は、2017年1月8日から同年12月17日まで放送されたNHK大河ドラマ第56作。
戦国時代、後に徳川四天王の一人に数えられ彦根藩の藩祖となった井伊直政を育てた遠州井伊谷の女領主・井伊直虎を主人公とした物語である。主演は柴咲コウ。

## 企画・制作
本来の大河ドラマが目指した「エンターテイメント性の高いゴージャスなドラマ」に帰ることを狙って制作された。
制作発表は2015年8月25日で、脚本を連続テレビ小説『ごちそうさん』などを手がけた森下佳子が担当すること、主演を本作がNHKドラマ初出演となる柴咲コウが務めることが発表された。
森下は、大河ドラマのモチーフである政治的駆け引きをメインに、直虎・井伊直親・小野政次の3名を幼馴染という設定とし、友情や恋愛模様も絡めて描く物語にした。物語の軸となる子ども時代からの関係を描くため、放送当時の大河ドラマでは異例の、子役が演じる主要人物の子ども時代が1か月間にわたり描かれた。
主人公である井伊直虎に関しては史料が乏しく、関連する家の記録などを手掛かりに空白を想像で埋めるかたちで描かれている。また森下は、山田風太郎の活劇的世界と、池田理代子の『ベルサイユのばら』における人間関係の描き方を融合させた世界を考えているという。
2016年5月26日に主演の柴咲をはじめ、キャスト発表会見が行われた。7月12日、11月16日に追加の出演者発表が行われて、同日に音楽は菅野よう子が担当することも発表された。プロデューサーの岡本幸江、脚本家の森下と音楽の菅野、三人がタッグを組むのは『ごちそうさん』以来二回目となる。9月6日にスタジオクランクイン、10月7日には浜松市でロケ取材会が行われた。2017年10月11日、浜松市の「久留女木（くるめき）の棚田」でクランクアップ。
現在のテレビドラマの収録方式のデファクトスタンダードとなっているDOFアダプタを組み合わせた高精細プログレッシブカメラを使用した24fpsのデジタル記録による収録方式を全く用いない従来の収録方式を用いた一連のNHK大河ドラマの作品としては、本作が最後となった（ただし、回想シーンのみ意図的な演出の理由で30fpsから24fpsに落としている）。

## 作品の評価
視聴率は低迷し、全50回の加重平均視聴率は12.8%（ビデオリサーチ調べ、関東地区・世帯・リアルタイム）で、当時『花燃ゆ』『平清盛』に続く歴代ワースト3位の数字だった。スポニチは「初回は16.9％。これが番組最高となった。6月以降は11〜12％に下がり、第31話は10.6％と、第17話（11.0％）以来、自己最低を更新。その後は10〜13％の間を推移した」「視聴率は苦戦したものの視聴者からは高く評価された」、日刊スポーツは「全話通しての最高は初回の16.9％、第31話では自己ワーストの10.6％となったが、菅田将暉演じる井伊万千代の登場などで後半は盛り返した」と評した。
2017年4月時点で、碓井広義は、「柴咲は良い演技をしているが、そもそもの題材選びが悪かった。主人公が女性だと時代劇では立場上主軸になれず、どうしても脇役に甘んじてしまう。直虎は大河ドラマを1年間引っ張るには弱すぎる。柴咲の出番が少ない、活躍しないという不満が出るのは当然で、お家騒動のちまちました話ばかりになっている」とし、加来耕三は、「直虎は生年が不明確で本当に女性だったのか疑問視する声もあり、そんな曖昧な人物を主人公に持ってきても視聴者は感情移入ができない」。桧山珠美は、「ホームドラマ大河といった印象で、時代劇というより月9のドラマを見ているよう。女性受けを狙った演出が満載で、往年の大河ファンにはどうしても物語が軽く感じられる」、とそれぞれ評した。
一方で、木村隆志は、大筋の人間ドラマから細部のディテールまで、一切抜かりがなく柴咲コウはもちろん、高橋一生、柳楽優弥、菅田将暉ら多くの俳優に力強さを植えつけた脚本を高く評価し、成功の立役者は森下佳子であると述べた。無名の人物でこれほどものを作り上げた功績は大きく、手詰まり感のあった大河ドラマに風穴を開けた作品であると評した。
成馬零一は、『おんな城主 直虎』はここ数年の大河では鬼門となっている 女性主人公の大河ドラマだったため、途中からグダグダの展開になるのではないかと心配だったが、ストーリーテリングに定評のある森下だけに、ハードな歴史ドラマに仕上げてたと述べた。脇役陣も充実しており、登場人物を容赦なく追い詰めていく血なまぐさい物語と甘いイケメンドラマを両立させるバランスの良さは見ていて心地良く、何かと批判されがちな女主人公のイケメン大河ドラマだが、脚本がしっかりしていれば、ドラマとして面白いものになることを証明した、と評した。描きたい物語が明確だったため、主人公の生涯や歴史上の事件の取捨選択が秀逸で物語に迷いがなかった、と脚本のペース配分を高く評価した。今までの大河ドラマならあっさり終わらせてしまう幼少期を序盤で丁寧に描き、味方かわからなかった小野但馬守政次の物語をドラマの核とし、直虎と政次の男女の枠に収まりきらない濃密な関係を描き切った。スロースタートだったことには賛否が分かれたが、華々しい井伊直政の物語にたどり着くまでに、どれだけの犠牲が出たのかをしっかりと描かないことには、本作の説得力は生まれなかっただろう、と評した。
一般的評価としては、2017年、Twitter上で話題になった作品として、「＃Twitterトレンド大賞」エンタメコンテンツ・オブ・ザ・イヤードラマ部門において1位を受賞した。またNTTデータによる「イマツイ ツイート大賞2017」においても同様にテレビドラマツイート量ランキングで1位を受賞しており、ツイート量は14万3726、ツイートのボリュームゾーンは30代、40代と分析された。
第95回ザテレビジョンドラマアカデミー賞では、高橋一生が本作の演技で助演男優賞を受賞した。非業の死を遂げた役柄がはまり役となり「政次ロス」を引き起こしたことや、SNSでの話題を呼んだことなどが評価され、2位以下に大差をつけての受賞となった。作品については脚本賞で3位となり、 森下佳子は「マイナーな人物と有名武将の絡め方がうまい」と評された。審査員評では、「何を描きたいのか最後までわからず、女主人公を描くというよりは彼女が狂言回し役にされた」（麻生千晶）と脚本を批判する意見もあったが、「直虎を囲むチーム男子がよりどりみどりで一年間楽しかった」（カトリーヌあやこ）、「大河ドラマの定番性から脱却した」（松尾羊一）、「大河の変化球」「タイトルの遊び方が秀逸」（稲増龍夫）など高く評価する意見が寄せられた。なお高橋については、1月期におけるTBSドラマ『カルテット』の演技と合わせて、コンフィデンスアワード・ドラマ賞年間大賞2017の助演男優賞、第55回ギャラクシー賞テレビ部門個人賞といった、年間を通じてのドラマ賞を複数受賞する高い評価を得た。
2020年5月に行われ、300人が投票に参加した「高橋一生の歴代出演ドラマ人気ランキング」では、1位を獲得した。
全編を通じて、たてはなの指導を池坊の豊田光政、石渡雅史が担当し、当時の文化として花をたてるということをドラマに組み込んでいる。脚本の森下佳子は前年に映画『花戦さ』の脚本も手掛けており、いけばなについても当時の文化をよく理解して書かれている。

## ドラマ舞台地の誘致運動・反応

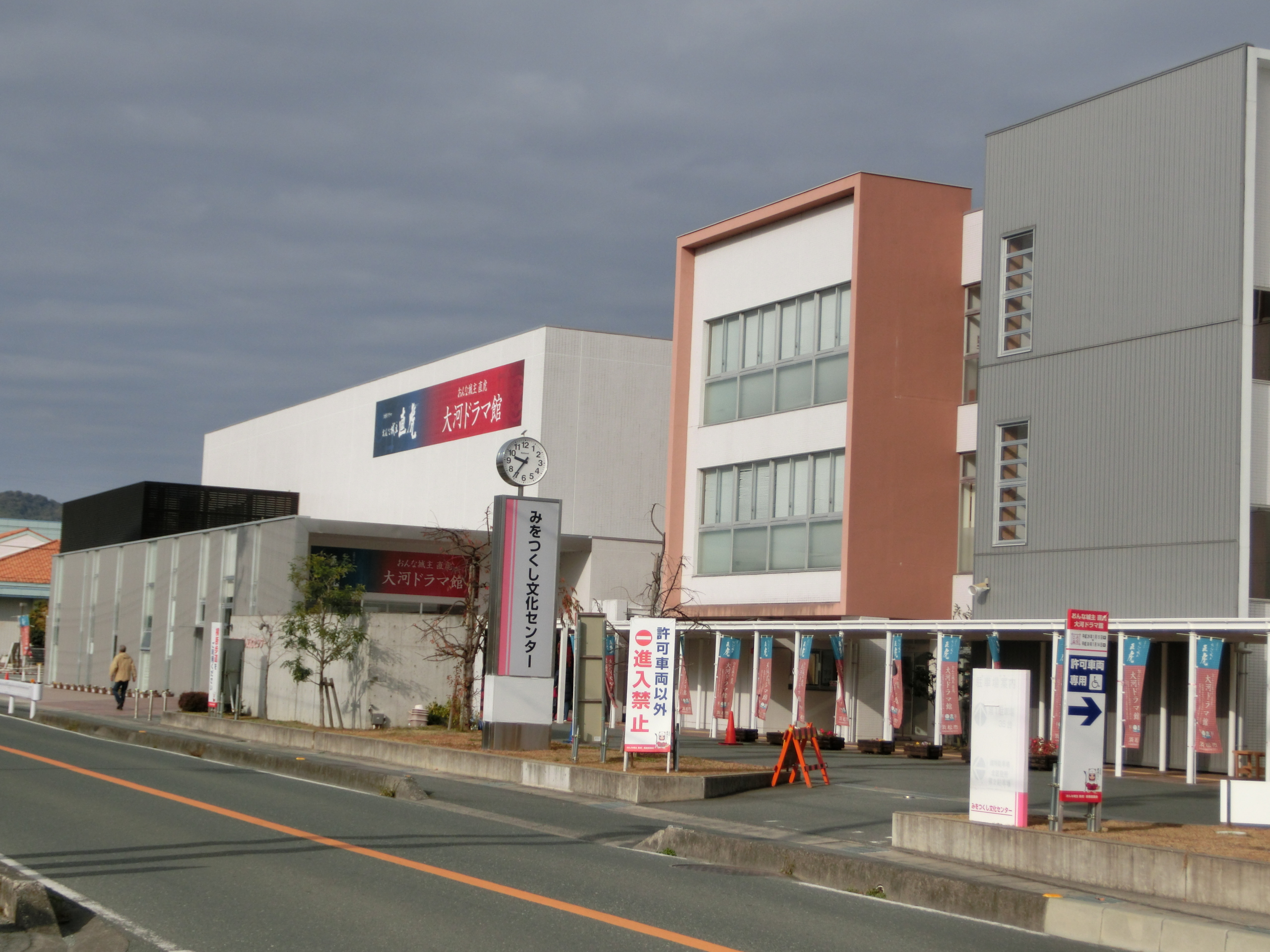
大河ドラマ館が置かれた浜松市みをつくし文化センター
（奥の建物が大河ドラマ館として使用された）

2016年1月、ドラマの舞台となる浜松市では、井伊直虎など井伊氏発祥の地・井伊谷のある北区 (現：浜名区) の「浜松市みをつくし文化センター」に、放送に合わせて大河ドラマ館を設置することを決定、2017年1月15日に開館し2018年1月14日に閉館した。最終来館者数が78万923人で、当初目標の50万人を大幅に上回った。
ドラマの舞台となる地域を走る天竜浜名湖鉄道では、2017年1月6日から2018年1月28日まで毎週木・金・土・日曜日や祝日を中心に、カプコンのコンピュータゲーム・『戦国BASARA』シリーズに登場する井伊直虎のキャラクターを描いたフルラッピング列車を運行した。2018年3月27日、浜松市はドラマの県内経済への波及効果が248億円に達したと発表した。日銀静岡支店が2016年４月時点で試算していた179億円を大きく上回る結果となっている。
なお、井伊谷があった旧引佐町出身の漫画家河合克敏が地元の反応を描いた読み切り『「大河」が町にやってきた。』を執筆しているが、河合によれば大河ドラマの制作が発表されるまで井伊直虎は地元でもほとんど無名であったという。

## あらすじ

### おんな城主誕生
天文13年（1544年）、 遠江井伊谷を治める井伊家の当主井伊直盛は、一人娘のとわと一族で幼馴染の亀之丞とを許嫁とした。しかしその直後、亀之丞の父が謀反の罪で、井伊の主家、今川家に誅殺される。亀之丞も今川の追及から逃れるため井伊谷から離れる。とわも今川の許しを得るため、井伊家の菩提寺龍潭寺に出家し次郎法師の名を受ける。10年後、成人した亀之丞が井伊谷に戻り元服、名を井伊直親と改める。直親は、元許嫁の次郎では無く、一門からしのをめとり、二人には嫡男虎松が生まれる。
永禄3年（1560年）、桶狭間の戦いの今川の敗北により、井伊も直盛の戦死を含む大打撃を受ける。一方、今川の人質であった松平元康は、混乱に乗じ三河で独立する。
永禄5年（1563年）、今川の実力者寿桂尼が、井伊の当主を継いだ直親を謀殺する。残った一族や重臣は、虎松の助命と引換えに出兵を強いられ、次々と戦死する。次郎と直親の幼馴染で家老の小野政次は今川に付き、井伊の裏切り者とみなされる。永禄8年（1565年）、今川から政次を井伊谷の城主とする命が下る。これに対抗するため、次郎が虎松の後見として井伊家の城主となり直虎と名乗る。

### 城主直虎の奮闘
城主となった直虎は、発布すれば井伊家が借金過多で破綻する徳政令を領民、今川家より求められる。さらに家臣の反発や、政次の城主簒奪の動きも加わり窮地に陥る。
対して直虎は、まず銭主の瀬戸方久を家臣として引き立て領地を与える。代わりに領民の利払いを凍結させ、加えて必死の訴えで領民の支持を得る。その様子を見て、家臣らも彼女を献身的に支えるようになる。政次の明け透けな奸臣ぶりも、彼女の身と井伊を安じ、あえての演技を含んだものであった。直虎も彼の真意を察し、表向きはそのままの関係で、龍潭寺で夜に碁をもって語らうなどし、二人は信頼を深めていく。
さらに直虎は、木綿栽培、材木業、領民への識字などの習い、荒地の耕作地を3年間無税とする施策などを打ち領地を潤す。同時に盗賊の龍雲丸や、井伊に隣接する商人の町気賀の町衆と知り合い、材木業を通じて協力関係を築く。今川からは、またぞろ謀反の疑いをかけられるが、家臣団や龍雲丸の働き、領民の支持で回避を続ける。寿桂尼を始め、今川も彼女を次第に認めていく。永禄10年（1567年）、今川が気賀に堀川城を築いた際には、周囲に信を得た直虎が城主に任じられ、話をまとめた方久が城代に入った。

### 政次の死と井伊家の滅亡
永禄11年（1568年）今川を支える寿桂尼が死ぬ。甲斐の武田信玄と、三河の松平元康改め徳川家康による今川領への侵攻の機運が高まる。直虎と政次は、井伊の安堵に精力を傾け、徳川に遠江侵攻時の恭順を約束。人質としてしのを徳川家臣の松下家に再嫁させる。一方、余裕の無い今川は、再び徳政令発布を命じ、直虎から井伊谷を強引に取り上げ直轄とする。政次は奸臣を演じて今川に取り入り、井伊谷の城代となる。二人は、徳川の下での井伊家復興を誓う。
武田の駿河侵攻と徳川の遠江侵攻が始まる。徳川の道案内役近藤康用は、偽計でもって井伊の裏切りを演出し、井伊谷を強奪する。武田と競う徳川は、疑いつつも近藤に井伊谷を任せる。一度は逃れた政次は、代わりに捕えられた直虎を救うため自ら近藤に捕まり、すべての罪を一人で背負い磔となる。処刑の時、尼として立ち会った直虎は、近くの槍を奪い政次の左胸を突く。二人は呆然とする人々の前で激しく罵り合い、井伊を欺いた家老として政次の一生を終わらせる。これにより井伊への咎は収まる。直虎は苦悩のあまり前後の記憶を失い、政次との碁を心待ちにする。しかし彼の辞世を読み記憶を取り戻し、悲嘆する。
遠江侵攻を続ける徳川は、龍雲丸の一党を含め、気賀の民を虐殺する。虐殺の現場から、直虎は瀕死の龍雲丸を見つけ龍潭寺の僧と共に救い出す。同じく失意の龍雲丸と共に、直虎は政次の死から徐々に立ち直る。それでも彼女は、これ以上の悲劇の回避を理由に、井伊家の再興を断念する。虎松はその決定に反発しながらも、しのが嫁いだ松下家を頼る。同じ頃、今川家も滅亡する。直虎は、龍雲丸の求愛を受け還俗し、農婦として生きることを決意する。しかし数年後、井伊谷への武田侵攻から民を守りきった彼女の姿を見た龍雲丸は、その思いを察し彼女を残して堺へ旅立つ。

### 万千代の活躍
さらに数年後、成長した虎松は、井伊家再興を決意する。虎松は、小野の遺児で幼馴染の小野万福と共に家康に出仕し、井伊万千代の名を与えられる。二人の仕えは草履番より始まるが、役目を完璧にこなし小姓となる。さらに万千代は、田中城の戦いと高天神城の戦いで武功を上げ、二万石の知行を与えられる破竹の出世を成す。またそれに伴い、小野と井伊の遺臣を自分の家臣として迎えていく。しかし出世や手柄、名誉を焦り、近藤から井伊谷を奪い返したい万千代と、近藤とも良好な関係を築き、井伊谷の安寧を願う直虎とが激しく対立する。
一方徳川は、同盟相手の織田信長からの圧力で、家康の嫡男信康と正室の瀬名を死なす。最愛の二人を失い、家康、そして徳川家中は悲しみに沈む。瀬名は直虎にとっても、親族でもあり幼少からの親友でもあった。生涯を通じて悲劇を重ねた直虎は、この世から戦を無くす、という夢を抱くようになる。万千代も直虎の夢を共有し、二人の対立は氷解。万千代は立身出世のみならず、夢の実現のため、家康と徳川家を支えることを決意する。悲しみを乗り越えた徳川家中は一致団結し、直虎も協力して本能寺の変による危機を乗り越える。だがその直後、直虎は労咳を患い急死する。
直虎から井伊の魂を受け継いだ万千代は、喪失感を乗り越え、北条との和睦交渉を成功させる。家康は、褒美として万千代の元服を認め、井伊家と小野家の通り字を合わせた直政の名と、赤備えの武田旧臣、松下、近藤を含めた家臣団とを与える。直政は併せて士大将に命じられ、井伊は徳川家を支える重臣となる。直虎は死後も井伊谷の「殿」として民に慕われ、里の豊かな実りを見守るのだった。

## 登場人物
井伊家 / 龍潭寺 / 井伊谷の民・他 / 龍雲党 / 気賀の町衆 / 今川家 / 徳川家 / 武田家 / 織田家 / 北条家

### 井伊家
井伊一門 / 小野家 / 一門衆・奥山家 / 一門衆・中野家 / その他の井伊家家臣 / 井伊谷三人衆

#### 井伊一門
井伊直虎（いい なおとら）
（おとわ → 次郎法師 → 井伊直虎）
演：柴咲コウ（少女期：新井美羽）
本作の主人公。遠江国井伊谷（いいのや）領主・井伊家の惣領娘。出家前の名はおとわ（とわ）で、出家後や後見役に就任後もその名で呼ばれることがある。上位者と対面しているとき以外の日常における一人称は幼少期から一貫して「我」（われ）だったが、還俗後は「私」（わたし）が多くなっている。
亀之丞と鶴丸とは幼馴染で、龍潭寺で共に学んだり、「竜宮小僧」を探しまわったり、井伊家の「御初代様」縁の井戸周りで遊んでいたりしていた。井戸に「御初代様」が祀られているため、長じても井戸を訪い「御初代様」に祈ったり感謝を捧げたりしている。
男勝りで活発な性格で、亀之丞との縁談が持ち上がり、当初は戸惑いながらもその妻となって井伊家を支えようと決意。しかし直満の謀反疑惑に連座し、亀之丞は井伊谷を去ることになる。その後、今川家から鶴丸との縁談を命じられた際に亀之丞との約束を守るため出家を目論む。一時は今川家のもとで過ごすが、南渓和尚の手はずで出家を果たし、井伊家を嗣ぐ者の名である「次郎」を表した次郎法師（じろうほうし）という僧名を授けられる。
父が討ち死にした後も直親や政次や一門との関係修復のために労を取っていたが、今川からの罠に拠って直親を喪ってしまう。その死にひきずられる形で直平や左馬助や直由らを戦で亡くし、自責の念で酒浸りの時期もあったが、南渓の提案で「女領主井伊直虎」として虎松の後見に立ち、井伊谷を治めることになる。還俗はしていない体裁なので、直虎として尼頭巾を外している際にも尼削ぎ髪のままである。
後見就任当初は同じく新しく家政に加わった六左衛門や直之たちには反発され、政次からは妨害を受けるが、井伊谷のために良くも悪くも当時の常識外の手法・政策を発案・実行するために奮闘して内政を軌道に乗せてゆくうちに家臣・領民の信頼を得、新しく家臣に加えた商人の方久や龍潭寺とも力を合わせて寿桂尼から後見の許しを獲得するに至る。第27回では培った実績や信頼を元に気賀衆に推され、今川から気賀の新しい城と仕置を預かる許可を得るまでになる。
しかし寿桂尼没後、今川から再び徳政令発布を突きつけられることになる。命ぜられるまま井伊取り潰しを受け入れてから徳川側に付くことで復活を図るが失敗し、井伊を護るために敢えて罪人の悪家老として処刑されることを選んだ政次の想いを受け入れて、自らの手で彼を絶命させる。この流れにより井伊家復興を諦め、井伊家中の次の身の置き場所を手配した後に還俗して帰農し、龍雲丸と共に暮らすようになる。龍雲丸が堺に行くことになった際には一時は共に行く決心をするが、彼に諭されたこともあり、気がかり・心残りのある井伊谷に留まる。その後は農婦でありながら、康用に対するアドバイザー的立場を確保して井伊谷の民を守り益をもたらす存在となってゆく。晩年は家康への協力のため堺に行った直後、労咳とみられる病で体調を崩し、師である南渓や兄弟子たちに先立って没する。戒名は月泉祐圓禅定尼。田畑が豊かに実る中、井伊の縁者や井伊谷の百姓たちに「殿」として見送られ、戦場にいた家康と万千代はじめとする直之・六左衛門・万福には書状にてその死が伝えられた。
井伊直盛（いい なおもり）
演：杉本哲太
直虎の父。直平の孫。井伊谷の領主。武家官位は信濃守。
井伊家当主として、よく一門衆と今川家や今川寄りの家老の板挟みとなって苦渋し悩むことが多いものの、井伊谷の者のためには身を削る覚悟をもって、大体においては情け深く、ときには厳しい対応で双方に気を使った処断をしている。
今川義元の織田攻めに加わり、桶狭間の戦いにて織田軍の奇襲を受ける。直盛らは敗走して追い詰められ自刃する。その後、その首は孫一郎の手で井伊谷へと帰還を果たした。
祐椿尼（ゆうちんに）
（千賀 → 祐椿尼）
演：財前直見
直虎の母。今川家家臣の娘。出家前の名は千賀（ちか）。直盛の死後に出家する。
何かと感情的になる井伊家一門衆や、おとわに甘くなりがちな夫や兄とは違い、深い愛情をもっておとわに武門の女としての道を厳しく諭しているが、ときには宥めすかしたり煽てあげて誘導したりすることもある。
次郎が直虎として井伊家の当主となってからも影から支え、井伊家解散後は猫を飼い、龍潭寺で暮らす。
井伊直平（いい なおひら）
演：前田吟
直虎・虎松（直政）の曾祖父。直盛・直親・瀬名の祖父。直盛の父・直満・南渓・佐名の父。井伊家の先々代当主で、かつて今川家と争った末に軍門に下った。隠居の身ながら老いてもなお血気盛んで、今川家に対する敵意も衰えておらず、今川寄りの家老である小野に敵愾心を燃やしている。
直親が謀反の咎で駿府に弁明のため向かうと言われた際には、これまで一門の年長者でありながら、自分より若い者の死を見送り続けてきたことへの苦悩を露わにした。その直親が誅殺されたのち、虎松を助命する条件として今川のための戦に出陣することになり、天野氏討伐の陣中で不可解な死を遂げる。
井伊直満（いい なおみつ）
演：宇梶剛士
直虎の大叔父。直親の父。惣領娘のおとわとの縁談によって息子が次の当主候補となった際に、今川家と当時は敵対関係にあった北条家に内通を謀ったと疑われ、駿府に呼び出された末、義元の命により討たれた。その後、その首は息子と無言の対面を果たした。
笛の得意な息子の許嫁となったおとわのために鼓を贈るつもりであったが、死後におとわに渡されている。
井伊直親（いい なおちか）
（亀之丞 → 井伊直親）
演：三浦春馬（少年期：藤本哉汰）
直虎の許婚で幼馴染。直満の子。幼名は亀之丞（かめのじょう）。元服した後の武家官位は肥後守（ひごのかみ）。また、元服前はおとわや鶴丸から亀の愛称で呼ばれており、元服後もその名で呼ばれることがある。
子供の頃は病弱で、幼馴染でもあったおとわには体力で負け、知力では鶴丸にかなわなかったが、横笛は得意としていた。父直満が討たれた後、自身も今川家から狙われることになる。井伊家は彼を逃がすことを選択し、おとわの助力もあって信州へと落ち延びた。
今川と北条の同盟により井伊家を取り巻く情勢が変化すると井伊谷に呼び戻され、文武両道の立派な若武者に成長して帰参した。そして、新野左馬助によって元服。
桶狭間の戦いで直盛が討たれると、当主として井伊谷を治めるようになり、しのとの間には一子虎松を授かる。しかし桶狭間での敗戦以降、松平家と縁を作ろうと模索していたことが災いして今川家からの罠にはまり、元康への内通の疑いをかけられた弁明のために駿府に赴くよう命じられる。その途上で今川家家臣に襲撃され、非業の最期を遂げる。
しの
演：貫地谷しほり
直親の妻。奥山朝利の娘。虎松の母。
結婚後も夫である直親とかつての許嫁である次郎の間にある深い絆をことあるごとに思い知らされ複雑な感情を抱いており、それを察した直盛と千賀の気遣いで直親とともに井伊家の屋敷から祝田村に移る。
結婚して4年経っても子が成せないことを気に病み、さらには直親が側室を迎える話が出たことに絶望し自害を図るが、次郎に止められ、直親との間にできていた溝を修復する。
それからしばらくして虎松を生むが間もなく直親を喪い、虎松とともに新野家の屋敷に移り住む。
当初は直虎が虎松の後見になったことにも反発していたが、その後は井伊のために色々と考えて働くことが出来るようになる。
直虎が水面下で徳川と内通を画策した際に、名指しで人質として要求され、徳川麾下の松下家に再嫁することになる。
井伊直政（いい なおまさ）
（虎松 → 松下虎松 → 井伊万千代 → 井伊直政）
演：菅田将暉（乳児期：佐藤恋和 / 幼年期：鈴木楽 / 少年期：寺田心）
直親の嫡男。幼名は虎松（とらまつ）、後に万千代（まんちよ）。元服後は兵部少輔の官途を賜る。
桶狭間直後に母しのの懐妊が判り、第10回で誕生する。幼少時は女衆ばかりの周囲に大事にされて育てられていたため、人見知りで引っ込み思案であったが、実は負けん気が人一倍強いことを見抜いた直虎に連珠（五目並べ）を通して鍛えられ、「勝てるまで自分で考えて努力する」ことを身につける。以後は手習い仲間と共に直虎との論議に参加するなど引っ込み思案が改善された一方、周囲を気にせず連珠の戦略に集中するなど、勝利のため妥協しない姿勢や一番にこだわる面も見せるようになる。
井伊家取り潰しのあと、直虎たちにより三河の寺で小坊主として身を隠すが、直虎が井伊家の存続を諦めたため、松下家の養子となる。
一計を案じて家康に接近し、松下家を出て井伊家を名乗る事を認められ「井伊万千代」の名を頂くが、引き換えに小姓として召し抱えられるという約束を反故にされ、結局同じく「小野万福」となった亥之助と共に草履番として家康の元で仕えることとなる。
草履番とされたことを悔しがりながらも全力で取り組んだ見事な仕事振りを認められ、早々に小姓にあげられると次には今までの徳川家臣にはなかった視点で家康の役に立つことになる。周囲から「色小姓」も兼ねていると誤解されることになってしまうが、家康に対する暗殺を未遂に防いだ際には一万石を与えられ順調に出世する。
直虎没後は万福や直之・六左と共に井伊の者ならではの働きで目覚ましい結果をあげ、元服の際には井伊の通字である「直」と小野の通字である「政」を合わせた「直政」の諱を家康より賜り士大将となる。
高瀬（たかせ）
演：朝倉あき（少女期：髙橋ひかる）
直親の娘。虎松の異母姉。正式に井伊家の姫となってからは、直虎の養女という立場から彼女を母上と呼ぶ。働き者で気の利く娘。
直親が信濃の松岡氏の元に身を寄せていた間にユキという女性との間にもうけたとされる女子で、父のことを何も知らずに百姓娘として育ち、母の臨終間際に「井伊の亀之丞」が父であると聞かされたとして、母の死んだ後に井伊谷にやってくる。井伊谷では誰もその存在を知らされていなかっため、直虎や家中で出自の真偽を調査することになり、信濃の武田領からやってきたため政次には間者の可能性を示唆されたりもした。その後、母がよく口ずさんでいたとして高瀬が何気なく歌った曲が、直親が得意にしていた笛の曲の節と同じであったことから、直虎が直親の娘として見定め、井伊家の姫として迎え入れられることになる。
井伊家解散ののちも井伊谷に残ることを望み、新領主の近藤康用の元で屋敷勤めをすることになり、近藤に気に入られている。母親の死後、借金の肩代わりと引き換えに、実際に武田の間者となることを余儀なくされていたと明らかになる。井伊家再興の機会を得られるとの思いもあり、武田の指示で近藤を毒殺しようとするが直虎に見抜かれて、ただの娘として生きればよいと言われる。その後は明るく逞しく働き、近藤には引き続き可愛がられている。後に直政の家臣となった川手良則に嫁ぐことになる。

#### 小野家
小野和泉守政直（おの いずみのかみ まさなお）
演：吹越満
井伊家筆頭家老。
過去には直平によって一党共に井伊に迎え入れられ重用されたという経緯があるが、井伊家では今川家寄りであることから、一門や他家臣、とりわけ直平・直満・直由と対立している。直満が北条と内通しようとしている証拠を掴み、今川に密告して直満を誅殺に追い込む。直満が討たれてからは今川家に目付に任じられた。
目付としての立場を利用し直満の遺領の半分を我が物とするなど小野家の勢力を伸ばすも、病に倒れる。第5回にて政次に「お前は必ずわしと同じ道を辿る」と予言めいた言葉を遺して没した。
小野但馬守政次（おの たじまのかみ まさつぐ）
（鶴丸 → 小野但馬守政次）
演：高橋一生（少年期：小林颯）
小野政直の嫡男。幼名は鶴丸（つるまる）。元服後は武家官位から「但馬」と呼ばれているが、元服前はおとわや亀之丞から鶴の愛称で呼ばれており、元服後もふたりには「鶴」と呼ばれることがある。父が没すると、跡を継ぎ井伊家の筆頭家老となる。頭が良く知力に富んでいる。おとわと亀之丞の幼馴染で、南渓和尚の計らいにより共に学び、遊んでいた。おとわに想いを抱いていたが、おとわと亀之丞の夫婦約束の話があってからは、ふたりの絆に気を使うようになる。長じては昔より自由なおとわに憧れている。
子供の頃から小野と井伊家一門や重臣との反目に心を痛めており、井伊家への忠心にもかかわらず、父と同じく他の重臣からは不信感を持たれていた。奥山朝利に斬りかかられ逆に殺害してしまい、より難しい立場となるが、直親からの信頼と次郎法師の気配りに支えられる。
直親が今川の元を離れ松平に内通することを決した際には協力を誓い、今川によって呼び出された駿府で離反の証拠を突きつけられたことで、政次は直親を見捨てざるをえない立場に追い込まれ、以後は井伊と次郎改め直虎を守るため、表向きは今川寄りの姿勢を鮮明にし、井伊家家中や直虎と対峙することになる。
しかし、未婚のまま己の血と家を継がせるべき実子をもうけようとしないこともあり、虎松の後見を直虎から奪って井伊家を乗っ取るためと周囲から誹謗される数々の策謀の真意が、井伊と直虎を守るためではないかと義妹のなつや直虎に勘付かれ、直虎には目的のためにお互いを上手く使い合うことを申し渡される。その後は他の家臣には対立したままを装いつつ、龍潭寺で密かに直虎と碁を打ち合いながら、情報交換や家政の相談をする習慣を持つようになる。しかし直虎が秘密を明かした頃には、政次の表の悪家老の偽装と井伊家への忠誠は、小野家家臣や井伊家中の多くの人が気が付いていたことが判明している。
やがて武田の対立が表面化した今川からの徳政令の蒸し返しで井伊が取り潰されると、今川の意を受けた政次が井伊谷を専横するという形を取りながら、裏で直虎と共に、徳川に通じることで井伊復活を狙う。しかし、井伊谷三人衆の策略によって徳川に背いたという状況に陥れられ、己一人を犠牲として井伊と直虎を救うため、甘んじて罪人として近藤に捕らえられる。最期は磔刑に処せられることになり、政次の想いを受け止めた直虎自身の手により槍で胸を突かれ息絶えた。「白黒を つけむと君を ひとり待つ 天伝ふ日ぞ 楽しからずや」と、辞世を遺す。
小野玄蕃（おの げんば）
演：井上芳雄
政次の弟。幼名は亥ノ助（いのすけ）。父や兄と違って明るい真っ直ぐな性向をしており、政次にとっては自分の胸中を明かし、孤独を癒せる数少ない存在であったが、義元の織田攻めに加わり、桶狭間にて織田勢の奇襲の中で奮戦するも討ち死する。その最後は帰還した朝利によって井伊家の面々に伝えられ、なつや政次を悲しませる。
その性向や奥山との縁もあり、父や兄と違い井伊家中に馴染んでおり、こうした面は息子の亥之助にも受け継がれている。
なつ
演：山口紗弥加
玄蕃の妻。奥山朝利の娘で、しのの妹。思慮深く控えめで聡明な性質。小野と一門の間にある反目を解消させたいという直盛の願いと思惑により玄蕃と縁組し、仲の良い夫婦となる。
玄蕃が桶狭間で戦死したことから、朝利に奥山家に戻るように言われるが、玄蕃への想いや直盛の遺志を汲んだ千賀からの願いもあり、小野家に居ることを希望する。そのことが実家と婚家のすれ違いを招き、父が義兄に返り討ちにあうという惨事に至ってしまう。政次を庇い亥之助の将来のこともあって小野家に残るが、直親が暗殺され政次が駿府に向かったまま消息不明の状態の時にしのと亥之助と共に新野家の屋敷に移る。その後、井伊谷に戻ってきた政次が家中で裏切り者のように思われている中で、義兄の真意が井伊のための盾となることではないかと思い至り小野家に戻り、政次のために色々と働く。
第32回で井伊取り潰しからの復活の目処が立ったように思われた状況のときに、直虎への憧れや忠心とは別の想いとして、政次から傍にいてほしいと求婚されて受け入れたが、叶う前に政次とは死別することになる。井伊家解散ののちは亥之助や兄の六左衛門と共に、姉のしのの再婚先である松下家の元に行くが、数年後に虎松と亥之助の徳川家への仕官話が出たおりに、井伊谷に戻り出家して小野家の菩提を弔って暮らす決心を直虎に明かしている。
小野万福（おの まんぷく）
（亥之助 → 奥山亥之助 → 小野万福）
演：井之脇海（幼年期：佐藤一和 / 少年期：荒井雄斗）
玄蕃となつの子。幼名は亥之助（いのすけ）。虎松とは母方の従兄弟同士で、手習いの仲間でもある。父が亡くなった時点では小野家当主である政次がまだ未婚であることもあり、小野家の跡取りと考えられている。伯父の政次を知恵者として、また実は井伊のために影で懸命に働いているとして慕っている。
井伊家が取り潰され虎松が松下家の養子となると「奥山亥之助」を名乗って松下家へ行き、虎松を「若」と呼んで仕える。虎松の性格をよく把握しており、思うようにならないことがあると癇癪を起こして暴れる彼にも慌てず、押さえつけたり、説得して前向きな考えに落ちつかせる役目をこなす。虎松が井伊家の復活を目論み家康に接近すると亥之助も付き従い、家康より「小野万福」の名を与えられ、「井伊万千代」となった虎松と共に草履番として仕え、手柄を立てようと奮戦する万千代を支え、無事に小姓となる。

#### 一門衆・奥山家
奥山朝利（おくやま ともとし）
演：でんでん
井伊家重臣。井伊家の親族である一門衆。
政直の進言により朝利の娘が政次と縁組することで小野を井伊の親族として迎え、間に生まれた子を井伊家の後継者にするという算段になっていたが、亀之丞の帰還により沙汰止みとなり、娘のなつは小野玄蕃、しのは井伊直親の妻となる。
桶狭間の戦いで負傷しながらも帰還し、病床の身となる。病床で聞く戦後の井伊谷の状況から「直盛の死に乗じて牛耳っている」と小野家の政次への不信感が増し、玄蕃を亡くした娘のなつが家に戻ってくることを求めたが、なつ自身の希望で小野家から帰ってこないことを政次の企みであると邪推したあげくに彼を呼びつけて斬りかかり、傷を負わせるが返り討ちにあって死亡した。
奥山孫一郎（おくやま まごいちろう）
演：平山祐介
井伊家家臣。朝利の子。義元の織田攻めに加わるが、織田の奇襲に遭い敗走。他の兵とも分断されて直盛と2人だけになるが、敗走の途上で直盛から最後の言葉を託され戦場を脱出する。
今川から松平内通疑惑の弁明のため駿府に呼び出された直親に同行するが、今川が差し向けた刺客との戦闘で共に横死する。
奥山六左衛門（おくやま ろくざえもん）
演：田中美央
井伊家家臣。朝利の子。孫一郎の弟、しの・なつの兄。諱は朝忠。孫一郎の横死を受けて井伊家の家政に加わり、事務や雑務を行っている。直虎はじめ井伊の人々に、場や人を和ませる人柄と評されている。
大柄な見かけに反して押しが弱く、武芸が苦手で父にも軽く扱われていた。直虎の後見当初は自身も家政についてのことが判らない上に、直虎の根回し無しの奇策に驚き反発していたが、直虎が井伊のために懸命に考え動く姿をみて感じ入ってからは真摯に仕えるようになる。
もともと正直な性向をしているが、政次が今川の目付けとしての立場を全面に押し出して理詰めで問い質してくると逆らえず、彼に対しては隠し事ができない面がある。
井伊家取り潰しののち、氏真から命までも要求された虎松の秘密の逃亡にあたり、直虎に付き添いに指名され発奮する。その後、虎松が松下家の養子となると守り役として付き従い松下家の家臣となる。虎松が万千代として徳川家に仕えた後に、自らの希望で井伊谷に戻り近藤に召し抱えられる。当初は武士らしくないとして近藤からの覚えは良くなかったが、武功を立ててみたいという望みのために耐えていたところ、徳川から近藤に命ぜられた軍用物資としての材木徴用に過去に経験のある腕を奮い、さらに出兵した長篠の戦いの現場でも欠乏した材木の調達を成したことから、直之共々、信長から直接褒美として天目茶碗を賜るほどに働きを認められる。なお、この天目茶碗がのちに直虎が自然の命を救うための方便に利用され、役立つことになる。
終盤では徳川の希望と直虎からの頼みで、万千代の配下となり井伊谷を離れる。

#### 一門衆・中野家
中野直由（なかの なおよし）
演：筧利夫
井伊家重臣。井伊家の親族である一門衆。直平、直満と並ぶ反今川派で、小野家とも反目している。
今川の織田攻めには出陣せず、武器の調達や兵站を担当していた。直盛の遺言で、その時点ではまだ唯一の嫡流男子である直親を戦後の難事に晒さないための方策として、代わりに井伊谷を任されることになる。
第12回にて、直親の今川家への謀反の罪の連座から虎松を免除するための条件であった今川家のための戦である飯尾連龍攻めに参陣して討ち死にする。
中野直之（なかの なおゆき）
演：矢本悠馬
井伊家家臣。直由の嫡男。父亡きあとは井伊家の家政に加わる。武芸に長けた武闘派。直虎から「之の字」と呼ばれるようになる。
女である直虎が虎松の後見として立ったことに激しく反発し、また、先例にない沙汰を繰り返す直虎と事あるごとに衝突するが、第15回で直虎が刺客に襲撃され、女である直虎を男として己が闘って護らねばならぬという事態になってからは、本音を言い合いながらもよく仕えるようになる。
六左衛門とは対照的に、疑わしいと感じた者には心を許さない性向をしているが、一旦心を許した場合はその限りではない。政次に対しては父と同様に敵愾心を抱いており、直虎が彼の本心を皆の前で明かした際も疑念を露わにしていたが、彼が近藤康用の罠に落ちたのを目の当たりにしてからは印象を改め、死後には「皆の中でしぶとく生き残っている」と称賛した。
井伊家が取り潰しとなり徳川家傘下として康用が井伊谷を治めるようになると、不本意ながらも井伊谷の民を守るために近藤家に仕える事となる。しかし近藤家の者となっても帰農した直虎の事を相変わらず「殿」と呼ぶなど、良好な関係を維持、武田家が遠江へ攻めてきた際は直虎による井伊谷城の無血開城工作に協力する。
終盤では徳川の希望により万千代配下となる道を直虎に頼まれるが、当初はそれまでに武士として自分なりの折り合いの付け方から「井伊谷の番人」でいたいという希望で断るそぶりを見せながらも、「戦をなくす」という直虎の希望を叶えるために受け入れ、一貫して彼女のために尽くし続けることを「男冥利に尽きる」と表現した。
松下直久（まつした なおひさ）
（中野直久 → 松下直久）
演：冨田佳輔（少年期：山田瑛瑠）
直之の弟。幼少期に虎松や亥之助の手習い仲間であった。後に松下家の養子となった虎松が、家康の許しを得て井伊に復姓した後に、跡取りのいなくなった松下家に代わりの養子として直久が入ることとなる。終盤では直政の配下となり松下家の代表として顔を見せる。

#### その他の井伊家家臣
たけ
演：梅沢昌代
おとわの乳母。おとわには四六時中振り回されていたが、人質に召し出された際にも付き従った。次郎法師として出家した後も井伊家で千賀の側に仕えており、直虎として立ってからも引き続き傍に仕えている。おとわが出家や後見就任を経て、その名が次郎法師や直虎となっても変わらず「姫様」と呼ぶ。
感情豊かだが感情表現が大げさで、大泣きしたり慌てふためいて喚いたりと若干落ち着きがない。
井伊の財政問題がまだ解決していない時期にあって、老齢からくる身体の衰えから務めが覚束なくなったことから、充分に働けない自分がただ居ることを苦にし、第24回に直虎に引き止められたものの最後の頼みとして井伊屋敷を辞して里に戻る。
今村藤七郎（いまむら とうしちろう）
演：芹澤興人
井伊直満の家臣。直満が討たれた後も井伊家に仕え、長年に渡る亀之丞の逃避行にも付き従い、帰参後もそのまま仕える。
直親が今川家臣に襲撃された際に共に横死する。
弥吉（やきち）
演：蔵本康文
直盛の家人。直盛亡き後も井伊家に仕え、直親が駿府に弁明のために出立した際も同行するが、負傷しながらも井伊谷へと帰還して事を一同に伝え、結果として直親の一行の中で唯一の生還者となった。傷が癒えてからも引き続き家臣の務めに励み、井伊家取り潰しの際の川名の隠し里潜伏にも同行する。井伊家が潰れた後は、高瀬を表向き孫として井伊谷に在住する。
瀬戸方久（せと ほうきゅう）
（あばら家の男 → 瀬戸方久）
演：ムロツヨシ
井伊谷の瀬戸村に住む商人。村から要請された徳政令を発布しないための策の一環として、直虎から井伊家の家臣とされる。
元は井伊谷近隣の村で解死人として養われていた男。第2回で家出したおとわに飯と一宿を提供して櫛をもらい、家出を続行するつもりのおとわを井伊の館に突き出す体で連れ帰ったことで褒美を得る。
褒美で得た銭を元に商いを始め、己の才覚を発揮して蔵を建てるほどの商人となる。第13回で井伊家始め、祝田村や瀬戸村に金を貸している銭主として直虎と再会し、井伊の家臣に列せられてからは、預けられた瀬戸村と祝田村を富ませるべく、耕し手のいない荒れ野を耕作すれば収穫があがってから3年は年貢をとらないという「三年荒野」の案や綿花栽培を直虎に献策して導入する。さらに当初は気の進まなかった鉄砲の製造に今川家が乗ったことで自身も乗り気になるが、今川の馴染みの商人に利権を取られてしまったことに怒り、駿河ではなく気賀に大口商いの場を移すことになる。
利益が見込める状況に関しては「銭のにおいがする」とよく口にする。「銭の犬」を自称し、おどけて「カン、カン（貫）」と鳴くこともある。
今川からの徳政令の蒸し返し時には、井伊谷と気賀の自領を保証され、さらに武威をちらつかされて脅されたため、直虎に背き徳政令の発布を受け入れてしまう。今川と武田が交戦し始めると徳川に通じるが、徳川軍によって気賀が蹂躙されたことで破産し、井伊谷に逃れると武器を商うことを自らに禁じ、商機を見出した薬を学ぶために昊天に弟子入りする。その後、あやめが作った見事な刺繍の織物を見て銭のにおいを感じ彼女に求婚、夫婦となる。
直虎が城主となった際には祝いの品として硯を贈り、直虎の死後に万千代に引き渡している。
辰（たつ）
演：山本圭祐
瀬戸方久の家人。方久の傍らに付き従い、方久がおどけるときには合いの手を入れている。
気賀と堀川城を失った方久にも付き従い、方久が昊天に弟子入りした際には共に出家している。
梅（うめ）
演：梅沢昌代
井伊家の侍女。たけの姪で、彼女がそのまま若返ったかのような容姿と声の持ち主。直虎を仕えたときから「殿」と呼ぶ。
里に戻ったたけの代わりとして、井伊の屋敷に仕えることになる。
松（まつ）
演：梅沢昌代
梅の妹。嫁いだ高瀬の侍女となる。

#### 井伊谷三人衆
直親の死後に今川家から任じられた井伊家の目付たちであり、井伊谷に任地居住しているわけではないが、井伊谷三人衆と称される。終盤では三家共に家康の命で直政の配下となる。
近藤康用（こんどう やすもち）
演：橋本じゅん
遠三国境の井伊谷に接している宇利を治める国衆。武家官位は石見守。
井伊谷との境目の山の樹木盗難の一件で直虎と対立する。この事件の犯人である龍雲党を直虎が処断しないことに痺れを切らし、「今度は菩提寺の仏像を盗まれた」と新たな事件を自作自演し引き渡しを迫るが、南渓和尚と龍雲丸の機転により見破られて失敗する。その後も遺恨を持ち続け、徳川からの調略に乗って配下に入った際には井伊家に罠を仕掛け、政次を処刑に追い込んだ張本人となる。事態の収拾後は徳川の差配によって井伊家が潰れた後の井伊谷を自領として安堵され、井伊家解散後の中野家や新野家を配下にと引き受けており、井伊家の姫とは知らずに屋敷勤めをしている高瀬を気に入って可愛がっているが、実はそのことは知っていたことを最終回で直虎と高瀬に明かしている。
徳川の大沢攻めの戦に参加して重傷を負い、直虎はじめとする龍潭寺の僧たちに看護され、一命はとりとめたもののこの時の傷が元で片足が不自由となった。この後は還俗し遺恨を乗り越えたおとわを領民との仲介者として用い、ときには相談したり、要望や献策を受け入れながら井伊谷を富ませ治めている。
菅沼忠久（すがぬま ただひさ）
演：阪田マサノブ
井伊領近隣を治める国衆。先に徳川配下となっていた菅沼定盈は同族であったので、徳川からの井伊谷三人衆調略の窓口となる。
鈴木重時（すずき しげとき）
演：菅原大吉
遠三国境の山吉田を治める国衆。姉は直親の母であり、妻は奥山家出身なので、井伊家とは姻戚関係にある。
徳川からの調略の際の井伊家に対する謀略には消極的であるが参画し、政次処刑後に政次の辞世の書を直虎に渡して後に参陣した今川方の大沢攻めで戦死する。
鈴木重好（すずき しげよし）
演：安達優（少年期：下川恭平）
鈴木重時の子。
戦死した重時の跡を継いで、まだ年若い少年にもかかわらず戦に参加することになり、その前に重時の望みであったという直虎の読経の依頼に井伊谷を訪れる。終盤の直政の配下に入った際には成長した姿で出向いている。

### 龍潭寺
南渓和尚（なんけい おしょう）
演：小林薫
龍潭寺の住職。諱は瑞聞（ずいもん）。井伊直平の子。次郎法師の師。仏門にあるが酒好きで、「米のとぎ汁」と称してよく飲んでいる。茶トラ猫、井伊家解散後はキジトラ猫を飼って傍らに侍らせており、井伊谷では出歩くときも懐に抱いている。今川義元の葬儀では安骨導師を務めた。
相談役や外交僧として井伊家を支えている。今川義元におとわを人質として差し出すよう命じられた際には交渉のためにおとわを連れて駿府へ行くが、その際おとわが人質の免除を勝ち取るのを目の当たりにしたことでおとわは井伊家の「御初代様」と同じ「ただならぬ子」であると直感、龍潭寺にて厳しく育て上げることを決意した。おとわが長じて直虎となった後も「次郎」と呼び、事あれば頼られる存在だが、具体的な案や策を提示することは少なく、直虎自身が考えて答えを出し、知恵を引き出すための助言をする形で彼女の支えとなっている。
和尚が「直虎の片翼」と認めていた政次の刑死と井伊家取り潰しで消耗した直虎を慮って井伊家解散を提案するが、自身は幼い虎松に井伊家再興を焚き付け、長じても再興の望みを捨てていない虎松に、直虎に内密で協力する。
終盤では弟子である直虎に先立たれ、葬儀の経を読むことを拒否する。その後、直虎を亡くして消沈する万千代に、なぜか彼女の亡骸の側に落ちていた万千代の笛と、形見である白い碁石を渡して「井伊の魂」を伝え、家康には万千代の元服の際には「直政」の名についての書状を出している。
傑山（けつざん）
演：市原隼人
龍潭寺の僧侶。次郎法師の兄弟子。見事な体格の持ち主で、武芸に秀でており、力に優れ弓の技にも長けている。よく腕組みをしている。
荒事の際に直盛の手伝いなどもする。子供時代のおとわや亀之丞や鶴丸を密かに護衛していたほか、出家した次郎法師の身の安全にも気を配って見守っており、城主になってからも先々で警護している。
直虎の葬儀の際には南渓の代わりに経をあげるが、南渓に「ボロボロではないか」と言われてしまうほど、哀しみのためにつたない読経となってしまっている。
昊天（こうてん）
演：小松和重
龍潭寺の僧侶。次郎法師の兄弟子。武芸としては槍を得物とする。和尚の計らいで西国で学んだため、薬学にも通じている。
出家した頃の次郎に対しては厳しく教導をしていたが、本来は温厚で人当たりが良い。長じても相談にのったり慰めたりしている。領主となっても還俗してからも直虎のことは「次郎」と呼んでいる。
ご初代様の井戸の脇で安らかな死を迎えていた直虎を見付け、葬儀の際には傑山と共に経をあげるが、同じく哀しみのためにつたない読経となった。

### 井伊谷の民・他
甚兵衛（じんべえ）
演：山本學
瀬戸村の長老。
第13回にて、直虎に徳政令の発布を陳情し、政に不慣れな直虎により一旦は受け入れられるが、結局不受理となったため、蜂前神社の禰宜の仲介で今川家に直訴した上で、村毎逃散する。しかし、直虎の領民を想う気持ちや政策の真意を知ってからは、村人と共に直虎を慕って懸命に働くようになり、当主を退いた後におとわに戻っても「殿」と呼んで生涯敬愛し続ける。
長篠の戦いの際に多くの木材を伐採したために、井伊谷の山が降雨後に山崩れしやすくなっていることにいち早く気付き、直虎に知らせたことで災害になる前に近藤に対処を願うことができ、以後「木を伐ったあとは植える」という慣わしにしたことを直虎から「甚兵衛の松」と呼ばれている。第43回には没した様子が直虎のそぶりから察せられた。
八助（はちすけ）
演：山中崇
瀬戸村の百姓。
逃散の際には直虎への反発心が強かったが、戻ってからは他の村人と共に直虎を慕い、村仕事に励む。井伊家取り潰しあともおとわに色々相談しつつ、統率力を発揮しはじめる。
角太郎（かくたろう）
演：前原滉
瀬戸村の百姓。
徳政令に関わる騒動が収まり、逃散から村に戻った際に、直虎に字を教えてほしいと乞うたことで、瀬戸村と祝田村の村人が龍潭寺で字の手習いを受けるようになる。
福蔵（ふくぞう）
演：木下隆行
祝田村の百姓。
第13回にて、直虎が瀬戸村の徳政令の発布を了承したと聞き、祝田村の徳政令を陳情する。逃散にも参加するが、戻ってからは瀬戸村と同じく直虎を信頼する。
富介（とみすけ）
演：木本武宏
祝田村の百姓。娘・あかね（演：桃瀬美咲）がいる。
禰宜（ねぎ）
演：ダンカン
祝田村にある蜂前神社（はちさきじんじゃ）の禰宜。
政次の意を受けて、今川家に向けて徳政令を願うよう祝田・瀬戸両村の人々を扇動する。
五平（ごへい）
演：おかやまはじめ
井平村の刀鍛冶。
直虎らに種子島（火縄銃）の制作を依頼され挑戦する。この件が政次に今川に謀反を疑われると指摘されることに繋がったため、事業を今川の下で行うことによってトラブルの収拾と商売の成功を同時に目論んだ方久に今川へ売られる。
又吉（またきち）
演：すわ親治
三年荒野目当てに三河から瀬戸村に流れてきた百姓。
新規に綿花栽培を始めた瀬戸村にあって、三河で既に綿布造りを含めた経験があったことから、その知識や技能を発揮して直虎や村人に重宝がられる。
竜宮小僧（りゅうぐうこぞう）
演：新井美羽
本作のストーリーのモチーフ。井伊谷の言い伝えで、水辺に棲み、困った者たちを人知れず助けるという作中における架空の存在。サウンドトラックにも名を冠した曲が収録されている。
おとわが生涯に渡って目指していた姿でも有り、14回で逃散した村を駆け回っていた直虎を見守っていたり、42回の甚兵衛の家の戸に石をぶつけて山崩れの予兆を知らせたり、井戸端で没した直虎の肩に手を添えていたりと、ストーリーの随所で不思議な事象の原因として見切れる形で登場しているが、クレジットには記載されていない。
47回では戦に徴集された兵たちが話していた似た伝説の存在として「スケどん」「たんだぼっち」「河三郎」と比されたことで、直之が武田の間者をみつけるきっかけとなっている。

### 龍雲党
構成員は皆、本作オリジナルキャラクターであり、架空人物。
龍雲丸（りゅううんまる）
（旅の男 → 龍雲丸）
演：柳楽優弥（少年期：能浦航汰）
気賀に隠れ家を持つ盗賊の頭。南渓に「男振りが良い」と評される容姿をしている。直虎を「尼小僧（あまこぞう）様」と渾名して呼ぶ。「龍雲丸」の名は盗賊として独立ちしたときの空の雲から自分で名付けている。
井伊谷領内で直虎と出会った際には、「自身は流れ者でお宝を探して流浪している」と語り、第16回で直虎が井伊谷に働き手を欲していたときには人買いの案を、第17回では虎松の手習い不振の際には何かしらに勝たせて自信と楽しみを得させるという知恵を授けている。
第19回では自らが率いる一味で近藤の領内と井伊の領内で木材を伐採して盗んだ盗賊として直虎に再会し、一旦は井伊に捕まるが逃亡する。第21回では逆に気賀で一味の捕囚となった直虎に「武家こそが大泥棒」と言い放ち武家に対して鬱屈のある様子を見せるが、解放した直虎に説得され井伊の材木商いに一味の持つ数々の技能をもって協力することになる。仕事を通じて一味の者と井伊の者とが馴染んだことから、材木商いの後に正式に家臣になることを直虎以下井伊家家臣から望まれて打診されるが、柄ではないとして断って気賀に戻り、第25回で元のような盗賊ではなくよろず請負の「龍雲党」を旗揚げし、気賀で重要な働き手となる。
今川の武田対策の一環として気賀に城を築かれ武士が介入してくることに反発し抵抗運動をしていたが、直虎からの今の世に不満があるのなら、思うような世にするために自ら動くべきという説得を受け入れて、気賀の城を「捕まらぬようにするための城」にすべく浜名湖の水城として縄張りと普請を自ら行うことになる。
龍雲丸が書いたという身代金要求の書付で察せられる教養から武家に近しい者と直虎は推測していた。実際に武家の子だったが、子どもの頃に落城で父親を亡くして逃亡していたところ盗賊に保護され売られるか仲間に入るかの選択を迫られたために盗賊稼業に身を投じることになり、盗賊を続けるうちに世の中の格差に不公平感を募らせるようになったことを直虎に明かしている。
第33回では政次を処刑から助けようと牢に侵入するが、覚悟を決めた政次に拒絶され、託された碁石を直虎に渡し彼の心情を伝えている。井伊谷での情勢から気賀も戦乱に巻き込まれると予想し、龍雲党の仲間と逃れようとしたものの時遅く、徳川軍に堀川城を攻められ仲間を全て失い、自身も生死をさまよう重傷を負うが、直虎の必死の看病で一命を取り留める。その後、井伊家再興を断念した直虎に求愛し、井伊谷にて共に暮らすようになる。
徳川軍による駿河への侵攻から4年ほどは、井伊谷で炭を焼きつつ仲間の生き残りが現れることを待つ暮らしをしていたが、張り合いを無くしていたところに中村与太夫から誘いがきて堺行きを決意する。直虎も同行する意思を示したため一旦は共に行こうとするが、直虎が井伊谷に心を残していることを見てとり離れて生きることを諭し、いつの日かの再会と直虎より先には死なないことを約束し、自らは堺へと旅立つ。その後は堺でポルトガル語の通詞として働きながら直虎との再会を待っていたが、本能寺の変直前に再会した折にはその約束をすっかり忘れられていた。直虎と別れた後は南蛮船に乗り旅立つが、直虎の死没を表現した子ども姿の鶴丸・亀之丞・おとわたちに、同じく子ども姿になって合流するシーンが描かれており、前後して難破船と共に直虎から餞別として渡された水筒がいずこかの浜に打ち上げられた画面が挿入され、直虎と近い時期に死亡したことが示唆されている。
モグラ
演：マキタスポーツ
一味の男。
甲斐の金山からの流れ者で、金掘りの技能を持つ。一味の中では年長者で、龍雲丸の良き相談相手。堀川城の戦いでは既に倒れているのを龍雲丸が発見している。
力也（りきや）
演：真壁刀義
一味の大男。
木を伐る技術を持つ山男。堀川城の戦いでゴクウと共に民を逃そうとするが、徳川軍に攻められ抵抗するも刺される。
カジ
演：吉田健悟
一味の男。
船を操る技術を持ち、結索が巧み。堀川城の戦いで危ないところを龍雲丸に助けられるが、龍雲丸が刺された後の生死は不明。
ゴクウ
演：前田航基
一味の男。
海が荒れた時に人身御供（ひとみごくう）として海に投げ込まれたが生き延びる。船の柱に縛り付けられると良い風が吹くという験の持ち主。堀川城の戦いで徳川軍の矢に射抜かれる。
たまき
演：染野有来
一味の少女。
徳川軍の気賀侵攻から中村与太夫と共に逃れ、堺で生きていたことが第37回にて判明する。

### 気賀の町衆
中村与太夫（なかむら よだゆう）
演：本田博太郎
気賀の町衆の取りまとめ役。
直虎と方久が持ち込んでくる井伊の商いに融通を利かしてくれている。
今川と武田の戦の折には、徳川が失った舟を提供することで気賀の民を救おうとするが裏目に出てしまい、自身は堺に逃れ商いを続けている。
伊勢屋（いせや）
演：松尾貴史
気賀の町衆。築城反対派。
熊野屋（くまのや）
演：小倉一郎
気賀の町衆。築城賛成派。
舞坂屋（まいさかや）
演：春海四方
気賀の町衆。築城賛成派。
鈴木屋（すずきや）
演：前田淳
気賀の町衆。築城反対派。

### 今川家
今川一門 / 新野家 / 今川家家臣 / 大沢家

#### 今川一門
今川義元（いまがわ よしもと）
演：春風亭昇太
駿河国の太守。井伊家を屈服させ従わせている。身内以外の下の身分の者がいる場では直答することはなく、側近を介すか所作にて意志を伝えている。支配下における敬称は「太守様」。
直満の謀反を疑い、駿府の今川館に呼び出した末家臣に命じて討たせた。その後、既に同盟相手であった武田家に加え、敵対していた北条家とも同盟を結び、東への憂いを絶った上で西方への進出に乗り出す。
遠江・三河を制圧すると、家督を嫡男の氏真に譲り、自身は尾張侵攻に本腰を入れ始めるが、その矢先、桶狭間にて織田勢の奇襲を受け討ち死にする。
寿桂尼（じゅけいに）
演：浅丘ルリ子
義元の母。聡明な女性であり、今川家を支える女傑。病身であった夫の晩年期や幼少時の嫡男を助けて政務をみていたことから「女大名」とも呼ばれる。また、孫の氏真からは「お婆（ばば）様」、それ以外の者からは内からは「大方様」、外交相手からは「尼御台様」と呼ばれている。
「大らかで余裕のある」風情の尼君として、人質として召し出された子供時代のおとわが会っている。義元が討たれると、氏真を支えて今川を盛り立てようとするが、松平の離反をはじめとする今川の威勢の衰えに余裕を失っていき、不穏勢力を粛清することで権勢を維持しようとする。井伊にも忠義を試す罠を仕掛け、家臣である刀傷の男（演：星田英利）に元康のふりをさせ、罠にはまって内通の意を見せてしまった直親を誅殺させる。直虎が後見に立った際には、政次の申し入れもあり阻む動きに出て、今川からの命に従わぬ直虎を襲撃させもするが、彼女の「井伊の領民を富ませることを目指し、それが今川を潤すことにもなる」という申し開きを受け入れ、後見を許している。
第16回で倒れ一時危篤状態に陥るが、武田の義信幽閉の知らせを聞き持ち直す。義信が自刃すると、敵対する姿勢を見せ始めた武田に対処するために、外には病身を推して義信に嫁いでいた孫の鈴を今川に戻すためはたらきかけたり、北条との関係強化に務めたりする。また内に対しては「最後の面談」を名目に直虎はじめ、今川配下の国衆の忠誠を見定め帳面に記し、その後の指示を氏真に残し、第29回にて没す。
今川氏真（いまがわ うじざね）
（龍王丸 → 今川氏真）
演：尾上松也（少年期：中川翼）
今川義元の嫡男。幼名は龍王丸（たつおうまる）、官名は上総介。義元没後は「太守様」と敬称される。
蹴鞠を得意としており、幼少期には蹴鞠で自身に勝てたら褒美を与えると触れていたところ、自身が失敗するまで挑み続けるという方法で、おとわには井伊谷帰還を、瀬名には将来の婚約をそれぞれ勝ち取られてしまう。しかし、後者に関しては同盟のための北条家の姫との政略結婚で反故とする。
桶狭間の戦いより以前に義元から家督を譲られていたが、その頃は政務にはあまり熱心ではない。桶狭間で父が討たれてからは従属していた家臣・国衆の造反が相次ぎ、義元が「戦上手」と称賛し、自身も高く評価していた元康すら造反したことを知ると激怒し憎悪するようになる。今川の衰運は止められないと自棄になりつつも、祖母の補佐のもと粛清を進める。直親離反発覚を契機に、今川に恭順の姿勢をみせてきた政次の知謀を喜んで容れたりしていたこともある。井伊と直虎に対しては常に警戒しており、事ある毎に圧迫している。
寿桂尼没後に武田との戦を決意したものの、裏切りや離反が相次ぎ駿河を奪われ、掛川城に逃れて徳川軍を凌いでいる最中に家康が申し入れていた和睦を受け入れ、春と共に春の実家である北条家に落ちのびる。しかし、氏康の死亡後に北条が武田と再び結んだため、夫婦共々家康に保護を求め庇護下に入る。その後は家康の下で、生きのびるために信長に蹴鞠を披露するなどの活動もいとわずしたたかに立ち回り、瀬名を救うため北条との交渉役を引き受けるなど活躍し、直虎とも最終的には怨恨を越えて和解する。
春（はる）
演：西原亜希
氏真の正室。北条氏康の娘。
同盟の一環として北条家から今川家に輿入れする。雅やかな今川の家風を好ましく感じている。夫の氏真や一門との仲も良好であり、義元没後の苦境にある氏真を硬軟に接して支えている。

#### 新野家
新野左馬助（にいの さまのすけ）
演：苅谷俊介
今川家家臣。千賀の兄。おとわの母方の伯父。
妹と井伊家の縁組に伴い、目付として今川から井伊家に遣わされた。心情的に井伊家寄りになっていたため、目付役が政直に移ることとなった。
直親の今川家への謀反の連座処刑から虎松を助命するために、氏真に自分の首をかけて直訴するが、政次の助言を容れた氏真から、これからの今川のための戦に井伊の者たちが参陣するという条件を呑まされる。第12回で直由と共に元今川家臣の飯尾連龍攻めに出陣して討ち死にする。
あやめ
演：光浦靖子
左馬助の長女。井伊谷に在住しており、父亡きあとの新野家を担っている。姉妹とともに井伊家から化粧料をあてがわれて井伊に従属する形になり、身を寄せてきたしのと虎松の面倒を見ている。刺繍の名手。
後見就任当初の直虎が、無断で自分たちの化粧料である瀬戸村を方久に渡してしまったことに怒り、中野家や奥野家の面々と共に直虎が後見を退くようにとの申し入れに連名するが、祐椿尼の化粧料を譲られ謝罪を受け入れてからは、直虎に反発していた頃のしのを宥めたり、相談にのったりと井伊家中の融和に努めている。
井伊家解散の際には妹たちと異なり独り身という境遇から結婚を望んでいたが、37回にて刺繍の見事さに商機をみた方久に求婚され、以降は刺繍の商いを力を合わせてこなす仲の良い夫婦になる。
桔梗（ききょう）
演：吉倉あおい
左馬助の次女。
新野家で面倒をみることになった虎松の世話を主にしている。直虎の政略により、さくらに続く形で北条家家臣・狩野飛騨守の子に嫁ぐ。
桜（さくら）
演：真凛
左馬助の三女。
今川氏真の肝煎りで、今川家重臣・庵原助右衛門に嫁ぐ。今川家が戦国大名として滅亡した後には、羽柴の元で不遇をかこっていた夫を徳川へ取りなしてくれるように、あやめを通じて直虎に頼んでいる。

#### 今川家家臣
太原雪斎（たいげん せっさい）
演：佐野史郎
今川家の軍師。臨済宗の僧。同じ宗派の僧として誼のある南渓からの働きかけもあって、駿府に人質として召し出されたおとわが井伊谷に戻れるための助勢をする。
関口氏経（せきぐち うじつね）
演：矢島健一
義元や氏真の側近くに仕えている。桶狭間の戦い後の裏切り・離反相次ぐ今川家の苦境にも変わらず仕え続ける。今川に表向きは恭順の姿勢を見せている政次とは誼を結んでいる。取次役を務めることもあり、主君氏真の下知を井伊谷に伝える使者ともなる。
政次以外の井伊の者には敵対的な態度で臨んでいたが、27回で方久の口車に乗せられて気賀にまつわる利権の一部を融通されることで、直虎の気賀の城主への推挙に賛成することになり、政次には収賄という弱みを握ったと認識されている。
井伊谷取り潰しに繋がる徳政令再発布要求の使者となり、実は寿桂尼に警戒されていた政次が、あくまで表面は徹底的な恭順姿勢を見せてきたため彼に井伊家追放後の井伊谷を任せ、武田との戦が始まると自身は武田に内通し氏真を裏切ってしまう。
佐名（さな）
演：花總まり
井伊直平の娘。井伊直満と南渓和尚の妹。今川家家臣・関口氏の妻で、瀬名の母。
直平自慢の美貌の娘であったが、政直の差し金で今川家からの名指しで人質として召し出され、義元の寵愛を受けてのち家臣の妻となる。
娘の瀬名が婿の松平元康の手配した人質交換で駿府を離れる際、今川を手に入れるよう言い残し、その後ほどなくして娘婿の離反の責のため自害して世を去った。
岩松（いわまつ）
演：木村祐一
検地奉行。井伊家の領地に派遣される。不愛想で人付き合いも悪いが、数と算術と先立たれた妻だけは愛していた。得意の算術を活かし真面目かつ実直に職務にあたる。時折、竹千代（松平元信）にも算術を教えていた。
井伊家の皆で隠そうと画策していた川名の棚田を見つけてしまうが、「かつて南朝の皇子の隠れ里であったので、井伊の物という扱いになっていない」という政次のその場の言い逃れの説明を汲んで受け入れる。
庵原助右衛門（いはら すけえもん）
演：山田裕貴
今川家重臣。太原雪斎の一族。桜の夫となる。
縁談にあたり、直虎と面談し直虎が今川界隈で領主として評価されていることを伝え、また衰退する今川にあっても最後まで忠義を貫くことが庵原としての生き残る道と覚悟を定めていることなどから、桜の夫として直虎や南渓から好ましい人物と評価されている。のちに織田家に仕え、その滅亡後は徳川家に仕えることとなり、終盤では直政の配下に任命される。
水野（みずの）
演：長江英和
尾張国知多の国衆。通称は弥平大夫。徳川家康の母方の伯父。寿桂尼の見定めに基づき、駿府に呼び出された上で斬殺され、首は山県昌景に渡される。
朝比奈泰勝（あさひな やすかつ）
演：ヨシダ朝
今川家家臣。武田に遠江を渡せという無茶な要求に怒り、内通者の首を交渉役の山県に投げつけたことで、氏真に武田との交戦の決意をさせることになる。
戦国大名としての今川家が潰れた後に、北条を経て徳川の庇護下に入った氏真の上洛や京暮らしにも付き従っている。
長篠の戦いでは徳川配下の今川勢として参陣し、戦後の手柄改めの場では、家康に武田方の名将内藤昌秀を討ち取ったことを必死に訴えている。

#### 大沢家
大沢基胤（おおさわ もとたね）
演：嶋田久作
遠江の国衆。堀江城主。衰運の今川に忠誠心が篤い。
今川の対外方針の転換で新しく築く気賀の城に入ることになっていたが、気賀が商人が治めているという難しい状況にある上に、義信自害で臨戦状態となった武田対策として持ち城の改築や他城の加勢など浜名湖東岸の守備で手が回りかねている状況を井伊に突かれ、気賀の仕置に直虎を推挙することになる。
徳川の遠江攻めに対して抵抗し、一時期押し返すまで行ったが堀川城における徳川軍の容赦ない撫で斬りを見て降伏する。自領は徳川によって安堵される。
山村修理（やまむら しゅり）
演：相島一之
大沢基胤の配下。気賀の堀川城で徳川軍を迎え撃つが敗れる。
尾藤主膳（びとう しゅぜん）
演：朝倉伸二
大沢基胤の配下。気賀の堀川城に強制的に町民を集め、徳川軍に対抗しようとするが撫で斬りにあう。
中安兵部（なかやす ひょうぶ）
演：吉見一豊
大沢家家臣。
竹田高正（たけだ たかまさ）
演：長尾卓磨
大沢基胤の配下。

### 徳川家
徳川一門 / 徳川家家臣 / 松下家

#### 徳川一門
徳川家康（とくがわ いえやす）
（竹千代 → 松平元信 → 松平元康 → 松平家康 → 徳川家康）
演：阿部サダヲ
今川家の人質。三河国の旧領主である松平家当主。幼名は竹千代（たけちよ）。元服して松平元信（まつだいら もとのぶ）、元康（もとやす）、家康と名を改め、のちに徳川に改姓して徳川家康となる。官途名は蔵人佐（くろうどのすけ）、後に三河守。位階は従五位下。囲碁を好み、平時だけでなく戦時でも考えを巡らせる時は碁盤を前に1人で黒白の碁石それぞれを打ち合いながら行う癖がある。
妻に対しては強い態度に出られないが、夫婦仲はまずまず良く、瀬名の言葉で発奮したり、今川と手切れになった後でも瀬名にだけ弱気を見せたり愚痴をこぼしたりできるほどには心を開いている。
義元の尾張侵攻では今川勢の先陣の将として、松平家の軍勢を率いて参戦していたが、尾張の大高城にて義元が敗死したと伝えられると、大高城を出て、今川代官が退避したあとの岡崎城へ入城する。以降は織田勢の侵攻を食い止めるとの口実の陰で三河で勢力を伸ばし、織田との和睦し独立を目指す。
独立後は一向一揆などとの戦いを経て、勢力圏を遠江との国境付近を含めた三河全域に伸ばす。
駿府に滞在していた頃は、人質ながらも今川家の面々と親交を持ち、薫育を受けるなど「世話になっていた」身であったことから、独立後には寿桂尼や氏真からは「恩知らず」と憎悪されている。
武田と今川の戦の際には武田と与し、直虎の徳川への内応も了承する。しかし戦が始まると井伊谷三人衆の罠にはまった井伊家と政次に対し、謀略と見抜きながらも戦況によって見捨てざるを得ず、悩みながらも井伊家を潰してしまう。その申し訳無さもあって、数年後、松下家の者となっていた虎松の城への出仕を認め、さらに虎松の望みであった井伊家再興の許しとして「井伊万千代」の名を与え、草履番としての出仕を命じる。
信長から、信康に武田との内通の疑惑をかけられると、策をもって、信康の助命を画策した。その際信康を救うため罪を被って瀬名が出奔してしまったため、止む無く追手を差し向けながら、陰では万千代に彼女を井伊谷で匿うよう命ずる。しかし瀬名があえて罪を被って処刑されても信長は収まらず信康は自刃してしまったため、悲嘆に暮れて荒れるが、万千代の叱咤により正気に戻る。
瀬名（せな）
演：菜々緒（少女期：丹羽せいら）
佐名の娘。家康の正室。次郎法師の友。
おとわが駿府に人質として滞在した間に仲良くなり、おとわを「あね様」と呼んで井伊谷に帰ってからも手紙のやりとりをし、今川家の事情を知らせたり時には頼みを聞いたりしている。
子供の頃は今川家当主の正室の座を狙い、龍王丸（のちの氏真）に蹴鞠で勝って夫婦約束を勝ちとっていた。しかし龍王丸は北条家の姫と政略結婚してしまったため、今川家中で行き遅れの身を囲う羽目となっていたが、今川家の松平家との結びつきの強化策として、個人としても見知った仲であった元信（のちの家康）に不承不承ながらも嫁いだ。しかし、夫婦仲は悪くなく、竹千代（徳川信康）と亀姫（演 - 幼年期：尻引結馨）の一男一女に恵まれている。
夫が今川に反旗を翻したため、母子ともども処刑されかけるが、人質交換によって救出される。母との今生の別れの際に「今川を手に入れる」ように言い残される。しかし三河では、今川家の支配に反感を抱いていた松平家の家臣たちから、婚姻が今川家の意向であることを理由に白眼視され、岡崎城に入ることも許されぬまま竹千代と共に近郊の寺に預けられるという扱いを受けることになり、直親離反疑惑で松平の助勢を引き出すために井伊の人質になって欲しいとの次郎の懇願も、人質としての価値のある立場におらず見捨てられる恐れもあることから拒絶する。しかし、その後も家康には「井伊のことをお忘れなきよう」にと頼んでいる。
24回にて竹千代と徳姫の婚姻に際し、嫡男生母としてようやく岡崎城に入る。
その後、浜松城において長丸が誕生すると、信康が嫡男を得るために徳川家に下った元武田家臣の娘を側室に取らせたことを信長に利用され信康に謀反の疑いがかけられると、罪を被ろうと武田との密通を示す偽書を残し石川数正と共に出奔してしまう。道中での直虎や万千代の制止にあっても覚悟は翻らず、家康の放った追っ手により斬殺され、その首は家康によって信長に届けられる。
徳川信康（とくがわ のぶやす）
（竹千代 → 徳川信康）
演：平埜生成（幼年期：吉田大輝 → 吉田海斗 → 山田羽久利 / 少年期：小美野来希）
家康の嫡男。幼名は父と同じく竹千代（たけちよ）。今川から人質交換で救い出されたあとは、今川を憎む松平家中の意志により母と共に寺に預けられるという扱いを受けている。
24回にて織田信長の娘である徳姫（とくひめ）と結婚し、39回の頃には勢力拡大で浜松城に移った家康に代わり岡崎城主となっている。
その後、浜松城の家康に長丸が誕生すると瀬名の薦めにより側室を取る。しかしその直後、信長からの官位を授ける話を辞退すると、信長によって武田との内通の疑いをかけられ、家康に幽閉される。瀬名や家康の奔走にもかかわらず信長の気は変わらず、自刃させられる。
於大の方（おだいのかた）
演：栗原小巻
家康の母。
信長に信康の首を要求された際には、自室に籠り考える家康に武家の習いを説き、信康の首を差し出すよう説得する。

#### 徳川家家臣
石川数正（いしかわ かずまさ）
演：中村織央
桶狭間の戦いにも参陣していた元康の家臣。元康の今川離反で自害に追い込まれそうになっていた瀬名と子どもたちを捨て置きにすべきとの意見が家中で大勢を占める中、元康と共に救うことを決めた上で、落城に追い込んだ今川縁故の城主一族の生き残りとの人質交換の条件を持って駿府に駆けつける。救出後も瀬名らを気にかけており、竹千代の剣の稽古相手をしていた。信康が岡崎城主となってからは信康の側近として岡崎城に勤める。
織田の圧力により瀬名と信康が横死したあとは、後を追う覚悟であったが家康の命を受けた忠勝にとめられている。
酒井忠次（さかい ただつぐ）
演：みのすけ
徳川家家臣。徳川四天王のひとり。今川家のことは「松平家を長年に渡り踏みにじっていた」として憎んでいる。
今川からの独立後の外交では武田家寄りの立場を取る。戦や現場では家康の立てた案や温情を汲まない策を推し進めることもあり、結果的に井伊の利に反する状況を作っていることが多い。
信康が信長から謀反の嫌疑を掛けられた際は安土まで出向いて信康の弁護にあたるが、結局庇いきれなかった。
本多忠勝（ほんだ ただかつ）
演：髙嶋政宏
徳川家家臣。通称は平八郎（へいはちろう）。徳川四天王のひとり。 豪快な性格で、槍を得意とする武芸の達人であり、家康に付き従う側近の一人。
万千代に一目置き、家康の草履番から城仕えを始めることになった際にも励ましている。
数正が瀬名と信康の後を追って自害しようとしたのを制止し、生きて徳川家の為に尽くすよう説得した。
菅沼定盈（すがぬま さだみつ）
演：吉見幸洋
徳川家家臣。井伊谷三人衆の菅沼忠久の同族。
榊原康政（さかきばら やすまさ）
演：尾美としのり
徳川家家臣。徳川四天王のひとり。家康に付き従う側近。常に冷静沈着な態度で物事にあたる。
本多正信（ほんだ まさのぶ）
（鷹匠・ノブ → ノブ → 本多正信）
演：六角精児
家康の友人である鷹匠。後に草履番。登場時の十年程前の三河一向一揆の際に、一向宗徒として家康から離反して敵対した過去を持つが、大久保忠世の取りなしもあって第39回時点では鷹匠として家康に帰参している。しかし、同族の忠勝からは裏切り者として憎まれている。
鷹匠として、虎松を松下家と井伊家のどちらの者として取り立てるか悩む家康の相談に乗り策を示したことで、万千代と万福が小姓でなく草履番として働き始める羽目に陥らせることになった。第41回では小姓に上がることになった万千代の後釜の草履番として配され、万千代が手柄を横取りされて腐った際には、自身は裏切り者・卑怯者という過去を持つからこその働きをするつもりであり、万千代に対しても「潰れた家の子」という負い目を自らの強みにするよう励ましている。
伊賀越え時には、信長謀殺に関する徳川の不審な動きを気付きそうになった穴山信君を、一計を案じて横死に追い込んでいる。
大久保忠世（おおくぼ ただよ）
演：渡辺哲
徳川家家臣。
平岩親吉（ひらいわ ちかよし）
演：モロ師岡
徳川家家臣。信康の守役。
小五郎（こごろう）
演：タモト清嵐
家康の小姓頭。酒井忠次の一門。
才気があり上昇志向が露わな万千代に対して嫌味な言動で接し、城仕事としての万千代の手柄を横取りしたこともあったが、家康には見抜かれていた。
釜吉（かまきち）
演：百瀬朔
家康の小姓。
近藤武助（こんどう ぶすけ）
演：福山翔大
信康の家臣。
小姓の頃から信康に仕えているが、正体は武田からの間者であり、浜松城の寝所にて家康を毒殺しようとするも異変に気付いていた万千代らに捕らえられる。
この事件がきっかけで、信康および三河の家臣団の立場が危ういものとなっていく。

#### 松下家
松下常慶（まつした じょうけい）
演：和田正人
秋葉山の山伏。南渓和尚とは前々から面識があったが、次郎とは瀬名の助命の件における松平家からの使者として龍潭寺にやって来たのが初対面である。しかしこの件で、次郎は先に松平家からの使者としてやって来た山伏と、その山伏が携えた書状を元に直親が対面した「松平元康」が偽者であることに気付いた。
その後も井伊谷を訪れて、周辺国の情勢などを南渓や直虎に知らせている他、徳川との仲介を続ける。39回の頃には松下家に戻り、徳川家臣として浜松城に城勤めをする身となっている。
松下源太郎（まつした げんたろう）
演：古舘寛治
常慶の兄。遠江引間の豪族。諱は清景。しのの再婚相手。松下家は元は今川家の家臣であったが、徳川が独立してからは、その配下に加わり徳川家のために尽力し家中で一目置かれる存在と成っている。
後家となっていたしのを後添えにする。実子がいないため、井伊家が取り潰された後に虎松を跡継ぎとして引き取って養育し、奥山家と小野家も引き受けている。
虎松を跡継ぎするつもりであったため、松下家の嫡子として徳川に出仕させた虎松が家康の意向もあって「井伊万千代」となった際には倒れて寝込むほど悲嘆するが、虎松の気持ちを汲み、松下と井伊が心を合わせて万千代を盛り立てていく決意をする。
新たな跡継ぎとして、近藤家に仕えていた中野直之の弟・直久を養子にする。

### 武田家
武田信玄（たけだ しんげん）
演：松平健
甲斐国の戦国大名。俗名は晴信（はるのぶ）。
無類の戦上手にして冷酷な謀略家であるが、一方で宿敵の訃報に「死によった、死によった」と小躍りして喜ぶなど、自己の感情や欲望に忠実である。
今川家や北条家と同盟していたが、嫡男・義信を死に追いやると同盟は決裂。徳川家とともに駿河侵攻を行い、今川家を打ち破る。しかし、家康が独断で氏真と和睦し領地を手にしたことに激怒。北条氏康の死をきっかけに北条家との同盟を再び結び、駿河侵攻の4年後に遠江への侵攻を開始する。
寿桂尼の命日の夜、寝所で遊女ヒサ（演：辻本瑞貴）に寿桂尼の幻影を見て喀血し、その後死亡する。
武田義信（たけだ よしのぶ）
演：オレノグラフィティ
信玄の嫡男で、今川氏真の妹婿。通称は太郎（たろう）。
直虎が虎松の後見になった年に謀反を企んだとの理由で信玄によって幽閉され、氏真の訴えを受けた寿桂尼が信玄に幽閉を解くよう文を出すも受け入れられずに廃嫡となる。氏真の妹である鈴とも離縁となり、自害に追い込まれる。その首級は都において梟首された。
鈴（すず）
演：岸茉莉
今川氏真の妹。武田家との同盟に基づき、武田義信の正室として嫁ぐ。義信の自害後も信玄により武田家に留め置かれるが、祖母の寿桂尼が信玄への説得に尽力し、今川家に戻る。
武田勝頼（たけだ かつより）
演：奥野瑛太
信玄の四男。
父の死後に武田家を率い、武田家の勢いを盛り返し家康を攻めるが、長篠の戦いにて家臣の忠言をきかずに信長の策に嵌り大敗する。その後の武田征伐にて追い込まれて自害し、首を晒される。
山県昌景（やまがた まさかげ）
演：山本龍二
武田家家臣。信玄の側近。
今川攻めにあたって徳川の酒井忠次と同心の交渉をしたり、戦に持ち込むために氏真に無理難題を突きつけに今川に出向いたりしている。
信玄亡き後、跡を継いだ勝頼を押さえられず長篠の戦いで忠勝に討ち取られてしまう。
穴山信君（あなやま のぶただ）
演：田中要次
武田家重臣。織田家や徳川家との戦いで武田家が劣勢となるや寝返って織田方に付き、武田家を滅ぼすのに一役買った。そのため、武田家滅亡後にその領土が織田と徳川とで切り分けられる中、自領は安堵された。
家康や万千代を含む徳川の重臣たちが信長から上方に招かれた際に自身も招待を受けていたことで家康らと行動を共にするが、その不自然な様子から「信長への謀反の企みを知りながら、これを黙認していた」と看破されることを家康らにおそれられ、本多正信の一計により野武士に襲われて横死する。

### 織田家
織田信長（おだ のぶなが）
演：市川海老蔵
尾張国の大名。官位は右大臣。信康の岳父。
桶狭間の戦いで今川義元を討ち、その後も力を伸ばし続け、大きな権勢を持つに至る。強烈な威圧感を持ち、冷徹な策謀を巡らすこともあって周囲の人々の恐怖感をあおる人物として描かれている。
今川から独立した徳川とは同盟関係にありながら、実質的には指揮下に置いている。さらに、手懐けようとした娘婿の信康がその意図をかわし続けたため、武田内通の濡れ衣を着せることで自害に追い込んでいる。その後、武田征伐後に家康を都に招聘するが、謀反を目論む光秀からの話によって、その目的が家康謀殺のためにと徳川家及び井伊谷の人々には解釈されたものの、本能寺の変に至っても本人の真意は最期まで明かされず、家康は自身への謀殺の企みはなかったのではないかとも思っている。
佐久間信盛（さくま のぶもり）
演：坂西良太
織田家重臣。
武田と徳川の戦に、信長の命により織田からの援軍の将として駆けつけている。
明智光秀（あけち みつひで）
演：光石研
織田家重臣。官途は日向守（ひゅうがのかみ）。白髪の初老の男性。以前から信長に対して不信感を抱いており、氏真を介して息子の自然を人質に預ける事を条件にして家康に信長の謀殺を持ちかける。
水野忠重（みずの ただしげ）
演：上杉祥三
織田家家臣。
長谷川秀一（はせがわ ひでかず）
演：木下政治
織田家家臣。
自然（じねん）
（自然 → 悦岫）
演：田中レイ
明智光秀の子。井伊の井戸端で迷子として見つかり、直虎たちに保護される。武家の子らしいふるまいを見せ、のちに光秀が人質として氏真を介して井伊に預けたことが判明する。本能寺の変後は各方面から命を狙われる存在になるが、直虎の策で表向きは信長の隠し子ということになり、龍潭寺で出家し命を守られる。得度後は悦岫（えっしゅう）と号する。

### 北条家
北条幻庵（ほうじょう げんあん）
演：品川徹
相模国の北条家一門衆の武将。宿老。
寿桂尼の働きかけにより、義信没後の鈴が今川に戻るために武田と今川の仲介の労をとる。
北条氏康（ほうじょう うじやす）
演：鶴田忍
相模国の戦国大名北条家の第3代当主。春の父で、今川氏真の岳父に当たる。
武田と今川が対立してからも今川の味方となり、駿河から落ち延びた氏真を迎え入れるが、36回にて死亡する。
小笠原康広（おがさわら やすひろ）
演：横堀悦夫
北条家臣。
天正壬午の乱の和睦では北条家の代表として、徳川家の代表である万千代と対峙する。
万千代をはじめ元井伊谷の者たちの尽力にて、武田遺領の国衆たちが徳川に下ったことを突きつけられ、和睦に動く。

### その他
茶屋四郎次郎（ちゃや しろうじろう）
演：辰巳琢郎
京の商人。
家康が信頼しており、直虎らの頼みで家康一行を陸路で徳川領へ逃れる手助けをする。
本能寺の変が起こると、堺から京へ向かっていた家康一行のもとに常慶らとともに駆けつけ、伊賀越えで徳川領へ逃れるための道案内をする。

## スタッフ
- 作：森下佳子
- 音楽：菅野よう子[51]
- テーマ音楽タイトル：「天虎〜虎の女」

- テーマ音楽指揮：パーヴォ・ヤルヴィ
- テーマ音楽演奏：NHK交響楽団
- ピアノ演奏：ラン・ラン
- タイトル映像：古屋遙
- 題字：Maaya Wakasugi
- 時代考証：小和田哲男 / 大石泰史
- 風俗考証：佐多芳彦
- 建築考証：平井聖
- 衣裳考証：小泉寛明
- 殺陣武術指導：久世浩
- 所作指導：橘芳慧
- 馬術指導：田中光法
- 禅宗指導：細川晋輔
- 芸能考証・指導：友吉鶴心
- 遠州ことば指導：小杉幸彦
- 三河ことば指導：柴田浩味
- 信州ことば指導：丸山明恵
- 京ことば指導：井上裕季子
- 和歌山ことば指導：池谷量子
- 笛指導：稲葉明徳
- 立花指導：豊田光政 / 石渡雅史
- 和裁指導：小林操子
- 農業指導：梅室英夫
- 鼓指導：田中傳一郎
- 蹴鞠指導：上田恒弘 / 山本隆史
- 書道指導：金敷駸房
- 香道指導：井関宗脩
- 囲碁指導：鈴木伸二 / 奥田あや / 田尻悠人 / 河合将史
- 彫刻指導：吉川瑞慶
- 漢方薬指導：星野卓之
- 算木指導：太田敏幸
- 医事指導：酒井シヅ
- お灸指導：小林潤一郎
- 助産指導：三宅はつえ
- 水墨画指導：劉煐杲
- 鉄砲指導：高橋一美
- 刺繍指導：宮崎静花
- 連珠指導：岡部寛
- 鍛冶指導：吉原荘二
- 綿加工指導：小倉三枝子
- 林業考証：白水智 / 萩原信一
- 草木染め指導：山崎和樹
- 操船指導：國枝佳明
- 盆石指導：井関宗脩
- 相撲指導：室伏渉
- 茶道指導：鈴木宗卓
- 特殊メイク：江川悦子

- 資料提供：小和田泰経 / 夏目琢史 / 東京農業大学「食と農」の博物館
- 語り：中村梅雀
- 撮影協力：静岡県浜松市 / 岩手県奥州市 / 岩手県一関市 / 茨城県常陸太田市 / 茨城県笠間市 / 茨城県石岡市 / 茨城県つくばみらい市 / 滋賀ロケーションオフィス / 富士の国やまなしフィルム・コミッション / フィルムコミッション富士 / ロケ応援団富士宮
- 副音声解説：宗方脩
- 制作統括：岡本幸江 / 松川博敬[注釈 1]
- プロデューサー：松川博敬[注釈 2]
- 演出：渡辺一貴 / 福井充広 / 藤並英樹 / 深川貴志 / 村橋直樹 / 安藤大佑

### 直虎紀行
- 演奏：五嶋みどり
- 語り：徳永圭一

## 放送

### 通常放送時間
- NHK総合テレビジョン：毎週日曜 20時 - 20時45分、NHKワールド プレミアム：毎週日曜 20時 - 20時45分
- NHK BSプレミアム：毎週日曜 18時 - 18時45分
- （再放送）NHK総合テレビジョン：毎週土曜 13時05分 - 13時50分、NHKワールド プレミアム：毎週土曜 13時05分 - 13時50分・毎週月曜 5時00分 - 5時45分

### ダイジェスト
『5分で分かるおんな城主直虎』として放送翌日0:05 - 0:10（放送当日の深夜）に総合テレビで5分間のダイジェスト版（字幕あり、解説なし）を放送する。日曜早朝に再放送が行われる。
また、番組ホームページ、YouTube、ニコニコ動画、GyaO等でもネット配信が行われており、そちらでも視聴することも可能。

### 放送日程
- 初回は総合テレビの本放送では15分拡大[注釈 7]、総合テレビの再放送およびBSプレミアムでは13分拡大。
- 第26回は総合テレビの本放送に限り、『東京都議会議員選挙 開票速報』（19時58分 - 20時15分）のため、15分繰り下げ。
- 第42回（10月22日）は総合テレビの本放送に限り、『衆院選2017開票速報』（19時55分 - 翌4時30分）[注釈 8]のため、50分繰り上げ[52]。
- 各回サブタイトルは著名な映画や小説などのタイトルをモチーフとしている[53][54][55]。
- 最終回は10分拡大。

| 放送回 | 放送日   | サブタイトル               | 演出     | 紀行                                                                | 視聴率（総合テレビ） |
| --- | -------- | -------------------------- | -------- | ------------------------------------------------------------------- | -------------------- |
| 第01回 | 01月08日 | 井伊谷（）の少女           | 渡辺一貴 | 井伊谷城跡（静岡県浜松市） 彦根城（滋賀県彦根市）                   | 16.9%                |
| 第02回 | 01月15日 | 崖っぷちの姫               | 渡辺一貴 | 井殿の塚（静岡県浜松市）                                            | 15.5%                |
| 第03回 | 01月22日 | おとわ危機一髪             | 渡辺一貴 | 駿府城公園（静岡県静岡市）                                          | 14.3%                |
| 第04回 | 01月29日 | 女子（）にこそあれ次郎法師 | 福井充広 | 龍潭寺（静岡県浜松市）                                              | 16.0%                |
| 第05回 | 02月05日 | 亀之丞帰る                 | 渡辺一貴 | 松源寺（長野県高森町） 寺野六所神社（静岡県浜松市）                 | 16.0%                |
| 第06回 | 02月12日 | 初恋の別れ道               | 渡辺一貴 | 奥山方広寺（静岡県浜松市）                                          | 14.5%                |
| 第07回 | 02月19日 | 検地がやってきた           | 福井充広 | 静岡浅間神社（静岡県静岡市）                                        | 12.9%                |
| 第08回 | 02月26日 | 赤ちゃんはまだか           | 福井充広 | 清見寺（静岡県静岡市）                                              | 13.4%                |
| 第09回 | 03月05日 | 桶狭間に死す               | 藤並英樹 | 桶狭間古戦場公園（愛知県名古屋市） 龍潭寺（静岡県浜松市）           | 14.0%                |
| 第10回 | 03月12日 | 走れ竜宮小僧               | 藤並英樹 | 岡崎城（岡崎公園内）（愛知県岡崎市）                                | 12.5%                |
| 第11回 | 03月19日 | さらば愛しき人よ           | 渡辺一貴 | 左馬武神社（静岡県御前崎市）                                        | 13.7%                |
| 第12回 | 03月26日 | おんな城主直虎             | 渡辺一貴 | 掛川古城（静岡県掛川市） 井伊直親の墓（静岡県浜松市）               | 12.9%                |
| 第13回 | 04月02日 | 城主はつらいよ             | 渡辺一貴 | 満光寺（愛知県新城市）                                              | 13.1%                |
| 第14回 | 04月09日 | 徳政令の行方               | 福井充広 | 蜂前神社（静岡県浜松市）                                            | 12.9%                |
| 第15回 | 04月16日 | おんな城主 対 おんな大名   | 福井充広 | 龍雲寺（静岡県静岡市）                                              | 14.4%                |
| 第16回 | 04月23日 | 綿毛の案                   | 藤並英樹 | 天竹神社（愛知県西尾市）                                            | 13.7%                |
| 第17回 | 04月30日 | 消された種子島             | 藤並英樹 | 蓮華寺（静岡県森町）                                                | 11.0%                |
| 第18回 | 05月07日 | あるいは裏切りという名の鶴 | 藤並英樹 | 二俣城跡（静岡県浜松市）                                            | 14.3%                |
| 第19回 | 05月14日 | 罪と罰                     | 渡辺一貴 | 東光寺（山梨県甲府市）                                              | 13.6%                |
| 第20回 | 05月21日 | 第三の女                   | 藤並英樹 | 松岡城跡（長野県高森町） 龍門寺（長野県飯田市）                     | 14.5%                |
| 第21回 | 05月28日 | ぬしの名は                 | 渡辺一貴 | 気賀関所（静岡県浜松市）                                            | 13.2%                |
| 第22回 | 06月04日 | 虎と龍                     | 渡辺一貴 | 秋葉山本宮秋葉神社上社（静岡県浜松市）                              | 12.1%                |
| 第23回 | 06月11日 | 盗賊は二度仏を盗む         | 深川貴志 | 宇利城跡（愛知県新城市）                                            | 12.3%                |
| 第24回 | 06月18日 | さよならだけが人生か?      | 深川貴志 | 光鏡院（静岡県静岡市） 築山稲荷（愛知県岡崎市）                     | 12.4%                |
| 第25回 | 06月25日 | 材木を抱いて飛べ           | 藤並英樹 | 身延道起点の道標（静岡県静岡市）                                    | 12.3%                |
| 第26回 | 07月02日 | 誰がために城はある         | 渡辺一貴 | 堀江城跡（静岡県浜松市）                                            | 12.4%                |
| 第27回 | 07月09日 | 気賀を我が手に             | 渡辺一貴 | 堀川城跡（静岡県浜松市） 宇津山城跡（静岡県湖西市）                 | 12.4%                |
| 第28回 | 07月16日 | 死の帳面                   | 村橋直樹 | 北条幻庵屋敷跡（神奈川県小田原市）                                  | 12.0%                |
| 第29回 | 07月23日 | 女たちの挽歌               | 福井充広 | 龍雲寺（静岡県静岡市）                                              | 11.9%                |
| 第30回 | 07月30日 | 潰されざる者               | 藤並英樹 | 清水寺（静岡県藤枝市） 富士山本宮浅間大社（静岡県富士宮市）         | 11.3%                |
| 第31回 | 08月06日 | 虎松の首                   | 藤並英樹 | 井伊谷城跡（静岡県浜松市）                                          | 10.6%                |
| 第32回 | 08月13日 | 復活の火                   | 村橋直樹 | 野田城跡（愛知県新城市） 菅沼忠久の供養塔（龍潭寺）（静岡県浜松市） | 12.0%                |
| 第33回 | 08月20日 | 嫌われ政次の一生           | 渡辺一貴 | 伝 小野但馬守の供養塔（静岡県浜松市）                               | 12.4%                |
| 第34回 | 08月27日 | 隠し港の龍雲丸             | 渡辺一貴 | 獄門畷（静岡県浜松市）                                              | 11.2%                |
| 第35回 | 09月03日 | 蘇えりし者たち             | 渡辺一貴 | 掛川城（静岡県掛川市）                                              | 11.3%                |
| 第36回 | 09月10日 | 井伊家最後の日             | 福井充広 | 鳳来寺（愛知県新城市）                                              | 12.1%                |
| 第37回 | 09月17日 | 武田が来たりて火を放つ     | 藤並英樹 | 浜松八幡宮（静岡県浜松市）                                          | 13.3%                |
| 第38回 | 09月24日 | 井伊を共に去りぬ           | 藤並英樹 | 恵林寺（山梨県甲州市）                                              | 11.7%                |
| 第39回 | 10月01日 | 虎松の野望                 | 渡辺一貴 | 浜松城公園（静岡県浜松市）                                          | 11.7%                |
| 第40回 | 10月08日 | 天正の草履番               | 渡辺一貴 | 松下屋敷跡（静岡県浜松市） 箕輪城跡（群馬県高崎市）                 | 11.6%                |
| 第41回 | 10月15日 | この玄関の片隅で           | 安藤大佑 | 本證寺（愛知県安城市）                                              | 11.8%                |
| 第42回 | 10月22日 | 長篠に立てる柵             | 福井充広 | 設楽原決戦場（愛知県新城市）                                        | 11.9%                |
| 第43回 | 10月29日 | 恩賞の彼方に               | 藤並英樹 | 諏訪原城跡（静岡県島田市）                                          | 12.9%                |
| 第44回 | 11月05日 | 井伊谷のばら               | 藤並英樹 | 田中城本丸跡（静岡県藤枝市）                                        | 11.4%                |
| 第45回 | 11月12日 | 魔王のいけにえ             | 深川貴志 | 大泉寺（愛知県岡崎市） 坂部城跡（愛知県阿久比町）                   | 10.7%                |
| 第46回 | 11月19日 | 悪女について               | 渡辺一貴 | 清瀧寺（静岡県浜松市）                                              | 12.0%                |
| 第47回 | 11月26日 | 決戦は高天神               | 渡辺一貴 | 高天神城跡（搦手門）（静岡県掛川市）                                | 11.3%                |
| 第48回 | 12月03日 | 信長、浜松来たいってよ     | 福井充広 | 富士山本宮浅間大社（静岡県富士宮市） 浜松城公園（静岡県浜松市）     | 11.9%                |
| 第49回 | 12月10日 | 本能寺が変                 | 藤並英樹 | 小川城跡（滋賀県甲賀市） 徳永寺（三重県伊賀市）                     | 12.0%                |
| 最終回 | 12月17日 | 石を継ぐ者                 | 渡辺一貴 | 滋賀県彦根市 静岡県浜松市                                           | 12.5%                |
| （総合テレビでの全放送回の加重平均視聴率12.8%、視聴率はビデオリサーチ調べ、関東地区・世帯・リアルタイム） |          |                            |          |                                                                     |                      |

- なお、BSプレミアムの初回視聴率は4.3%[102]、全放送回の加重平均視聴率は4.4%（共にビデオリサーチ調べ、関東地区・世帯・リアルタイム）[9]。

### 総集編ほか
総集編
2017年12月30日放送（NHK総合）。総集編サブタイトルも本編と同じくパロディタイトルで、前年に話題となった『逃げるは恥だが役に立つ』などが元ネタとして採用された。総集編放送終了後には、Twitterトレンド世界ランキング1位を獲得したのも話題となっている。
- 第1章 - 「これが次郎の生きる道」（13:05 - 14:00）
- 第2章 - 「直虎の覚醒」（14:00 - 15:00）

- 第3章 - 「逃げるは恥だが時に勝つ」（15:05 - 16:30）

- 第4章 - 「井伊谷は緑なり」（16:30 - 17:43）

その他の総集編・スペシャル
- 第一章「女子（おなご）にこそあれ次郎」 - 2017年5月5日 8:15 - 9:15（総合）、同年5月12日 15:00 - 16:00（再放送、BSプレミアム）
- 『おんな城主 直虎』スペシャル 井伊家存亡の危機迫る！ - 2017年8月11日 18:05 - 18:43（総合）、同年8月13日 17:20 - 17:58（再放送、BSプレミアム）、同年8月20日（19日深夜）1:00 - 1:38（再放送、総合）

## 受賞
- Twitterトレンド大賞 エンタメコンテンツ・オブ・ザ・イヤードラマ部門 第1位
- イマツイ ツイート大賞2017 テレビドラマツイート量ランキング 第1位
- 第95回ザテレビジョンドラマアカデミー賞 助演男優賞（高橋一生）
- 2018年エランドール賞新人賞（高橋一生・ムロツヨシ、いずれも他の作品での活動とあわせて）[106]
- コンフィデンスアワード・ドラマ賞 年間大賞2017 助演男優賞（高橋一生、『カルテット』と合わせて）[19]
- 第55回ギャラクシー賞 テレビ部門個人賞（高橋一生、『民衆の敵〜世の中、おかしくないですか!?〜』『わろてんか』での演技とあわせて）[20]
- 第69回 日本放送協会 放送文化賞（小和田哲男）[107]
- 第24回 JSE賞（日本映画テレビ編集協会賞）放送作品部門 （佐藤秀城、第33回「嫌われ政次の一生」）[108]

## 関連商品

### DVD/BD
DVD/BDのいずれもボックス形式でポニーキャニオンより発売。各巻のレンタルも行われる。総集編はNHKエンタープライズより発売。
| 巻数   | 発売日         | 収録回          | 規格品番            | 規格品番            | 映像特典 |
| 巻数   | 発売日         | 収録回          | BD                  | DVD                 | 映像特典 |
| ------ | -------------- | --------------- | ------------------- | ------------------- | --- |
| 第壱集 | 2017年08月18日 | 第01回 - 第12回 | PCXE-60145          | PCBE-63665          | 〈特典ディスク〉 ◇出演者インタビュー(柴咲コウ／三浦春馬／高橋一生) ◇直虎スペシャルトーク ロングバージョン ・柴咲コウ×貫地谷しほり×山口紗弥加 ・三浦春馬×高橋一生×ムロツヨシ ◇スペシャルムービー ・「おんな城主 直虎」ライブ編 ・「おんな城主 直虎」女子会編 ◇2分プレマップ ◇3分PR ◇ノンクレジットタイトルバック ◇直虎の花が咲く！タイトル映像ができるまで |
| 第弐集 | 2017年12月20日 | 第13回 - 第31回 | PCXE-60146          | PCBE-63666          | ◇高橋一生インタビュー ◇「気賀」メイキング featuring ムロツヨシ ◇2分プレマップ 城主編 ◇スペシャルムービー ・「おんな城主 直虎」城主ライブ編 ・「おんな城主 直虎」城主女子会編 ◇5分で「おんな城主 直虎」スペシャル 井伊家存亡の危機迫る！ |
| 第参集 | 2018年03月21日 | 第32回 - 最終回 | PCXE-60147          | PCBE-63667          | ◇柴咲コウ インタビュー ◇菅田将暉 インタビュー ◇「井伊の赤鬼」メイキング ◇2分プレマップ 虎松が帰ってきた！編 ◇きょうのにゃんけい 総集編 |
| 総集編 | 2018年03月21日 | -               | NHKエンタープライズ | NHKエンタープライズ | ◇出演者オールアップ集 |

### サウンドトラック
NHK大河ドラマ「おんな城主 直虎」音楽虎の巻 イチトラ
（2017年1月11日発売、ソニー・ミュージックジャパンインターナショナル、SICX-30038）
NHK大河ドラマ「おんな城主 直虎」音楽虎の巻 ニィトラ
（2017年4月5日発売、ソニー・ミュージックジャパンインターナショナル、SICX-30039）
NHK大河ドラマ「おんな城主 直虎」 緊急特盤 鶴のうた
（2017年8月23日発売、ソニー・ミュージックジャパンインターナショナル、SICX-30045）
作中での小野政次死去に合わせて菅野よう子が企画した「追悼」アルバム。初回盤のみの政次のフォトブック付き仕様や、収録曲の内容を含め菅野自らが立案した。大河ドラマで一人の登場人物に特化したサウンドトラックが発売されるのは異例のことである。第33回放送直後の8月20日に発売告知が解禁されたが、予約注文が殺到して8月23日現在約1万枚の入荷待ち状態となり、初回盤の追加生産が決定した。さらにオリコンデイリーアルバムランキング（2017年9月7日付）では1位を獲得したのも、異例中の異例とも言える。
発売同年9月25日現在で累計2.5万枚の売り上げ。1万枚で大ヒットとされるドラマのサウンドトラックとしては大きな反響を呼んだ。
NHK大河ドラマ「おんな城主 直虎」音楽虎の巻 サントラ
（2017年11月22日発売、ソニー・ミュージックジャパンインターナショナル、SICX-30054）
NHK大河ドラマ「おんな城主 直虎」音楽虎の巻 ベストラ
（2017年12月20日発売、ソニー・ミュージックジャパンインターナショナル、配信限定）
ベスト・アルバム。全33曲、イチトラからサントラには収録されていない初楽曲が多数収録。

### 配信曲
- 天虎〜虎の女 (TVサイズ)[テーマ音楽] & 跳ね虎[大河ドラマ紀行]（2017年1月8日配信）
- 律 [大河ドラマ紀行]（2017年1月22日配信）
- はつ恋 [大河ドラマ紀行]（2017年2月5日配信）
- トランドラ [大河ドラマ紀行]（2017年2月12日配信）
- 虎の芽 [大河ドラマ紀行]（2017年3月5日配信）
- 謡い経（2017年3月26日配信、歌：柴咲コウ）
- ノラ - 龍雲丸のテーマ（2017年6月25日配信、歌：おおたか静流）
- わたしが竜宮小僧だったとき（2017年11月20日配信、作詞：森下佳子・菅野よう子、歌：柴咲コウ）

### 書籍
公式ガイドブック
- NHK大河ドラマ・ストーリー おんな城主 直虎（NHK出版）
  - 前編（2016年12月20日発売、ISBN 978-4149233741）
  - 後編（2017年4月28日発売、ISBN 978-4149233758）
  - 完結編（2017年9月20日発売、ISBN 978-4149233765）

ノベライズ
豊田美加によるノベライズ。全4巻。
1. おんな城主 直虎 一（2016年11月25日発売、NHK出版、ISBN 978-4140056820）
2. おんな城主 直虎 二（2017年3月25日発売、NHK出版、ISBN 978-4140056837）
3. おんな城主 直虎 三（2017年6月27日発売、NHK出版、ISBN 978-4140056844）
4. おんな城主 直虎 四（2017年9月27日発売、NHK出版、ISBN 978-4140056851）

### 楽譜
- NHK大河ドラマ「おんな城主 直虎」 ピアノ・ソロアルバム（2017年1月6日発売、NHK出版、ISBN 978-4140553596）
- ピアノミニアルバム 大河ドラマ おんな城主 直虎（ 2017年2月13日発売、ヤマハミュージックメディア、ISBN 978-4636944600）
- 菅野よう子本人認証した販売サイトMeow on the Bridgeで発売され、または菅野自身による編曲・監修の楽譜。
  - 「天虎」より〜虎の子/虎の女（ピアノ+オーケストラ版、TVオンエア部分含） ピアノパート譜
  - 「天虎」全部入り〜虎の威/虎の子/虎の女/虎の尾（ピアノ+オーケストラ版） フルスコアとパート譜
  - 「天虎」より〜虎の児/虎の眼（ピアノレス編曲版） フルスコアとパート譜
  - 「天虎」より〜虎の子/虎の女（ピアノ+オーケストラ版、TVオンエア部分含） フルスコアとパート譜
  - 天虎〜虎の夢（CD収録ラン・ラン演奏バージョン。上級者向け） ピアノ譜
  - 天虎〜虎の女（TVオープニングのピアノ・ソロアレンジ） ピアノ譜
  - 天虎〜虎の素（ショートサイズのバラード版。初級者向け） ピアノ譜
  - 「天虎」全部入り〜虎の威/虎の児/虎の眼 /虎の尾（ピアノレス編曲版） フルスコアとパート譜
  - 「天虎」全部入り〜虎の威/虎の子/虎の女/虎の尾（吹奏楽編曲版） フルスコアとパート譜
  - 「天虎」より〜虎の子/虎の女（吹奏楽編曲版） フルスコアとパート譜
  - 跳ね虎〈大河ドラマ紀行〉（MIDORI演奏CD収録オーケストラ伴奏版） フルスコアとパート譜
  - 跳ね虎〈大河ドラマ紀行〉（ピアノ伴奏版） バイオリンとピアノ譜
  - はつ恋〈大河ドラマ紀行〉 オーケストラスコアとバイオリンソロ譜
  - 律〈大河ドラマ紀行〉 バイオリンソロ譜
  - 虎口（CD収録されている劇判曲）オーケストラスコアとパート譜
  - トランドラ〈大河ドラマ紀行〉バイオリンソロ譜
  - 井伊ドンキ オーケストラ譜
  - 弱きこころ チェロ譜とストリング譜
  - 橘 オーケストラ譜